# Vrbno pod Pradědem
Vrbno pod Pradědem (1869–1890 pouze Vrbno, německy Würbenthal, polsky Wierzbno pod Pradziadem) je podhorské město v Moravskoslezském kraji v okrese Bruntál. Žije zde přibližně 4 800 obyvatel.

## Poloha
Město se nachází na soutoku Bílé, Střední a Černé Opavy v podhůří nejvyššího pohoří Jeseníků, v nadmořské výšce přibližně 520–590 metrů nad mořem. V jeho blízkosti se nachází nejvyšší hora Jeseníků Praděd. Sousedními obcemi sídla jsou Loučná nad Desnou, Světlá Hora, Ludvíkov, Bělá pod Pradědem, Malá Morávka, Široká Niva, Holčovice, Heřmanovice, Andělská Hora a Karlovice.

## Název
Městečko bylo založeno pod jménem Würbenthal, jehož druhá část znamená „údolí“, první je hláskově upravené české Vrbno, jak se jmenovala starší opuštěná osada na tom místě. České jméno se začalo používat v polovině 19. století. Přívlastek pod Pradědem dán roku 1954 na odlišení od jiných sídel toho jména v oblasti Jeseníků.

## Historie

### Středověk
V oblasti Vrbenska se již o odedávna těžilo zlato. První historická zmínka o těžbě pochází z roku 1097. Původní osada, z níž se později konstituovalo město Vrbno, byla zřejmě založena již ve 13. století na obchodní stezce z Bruntálu do Zlatých Hor a dále do Slezska. Na ochranu této obchodní cesty byl na Zámecké hoře (854 m n. m.) nad Vrbnem postaven hrad Fürstenwalde. Ten je prvně připomínán roku 1348, kdy kníže Mikuláš II. Opavský dal povolení k obnově městečka Gesenek pod hradem. 
O knížecím založení hradu vypovídá i jeho název (česky „knížecí les“). Obnovená osada v průběhu času opět zanikla. Stalo se tak zřejmě za tažení uherského krále Matyáše Korvína proti krnovskému knížeti, kterým byl v té době Jan IV. Krnovský. V té době byl zřejmě poničen i hrad Fürstenwalde. V polovině 15. století si bruntálský hrad a okolní panství i s územím dnešního města Vrbna pronajal slezský rod pánů z Vrbna. V roce 1579 stály dle mapy Bruntálského panství ve Vrbně dvě pily a most a místo bylo nazýváno německy Gesenke (česky „sníženina“).

### 17. a 18. století
V roce 1608 zde pak Hynek Bruntálský z Vrbna (ves v dnešním Polsku) založil hornickou osadu, kterou roku 1611 povýšil na svobodné horní město a pojmenoval je po svém rodu. Stalo se tak dne 24. června 1611. Slibný rozvoj města a okolí trval jen do třicetileté války. Páni z Vrbna byli horlivými protestanty a zúčastnili se povstání proti Ferdinandovi II. Stavovský odboj zde byl připravován, ale nakonec slezští stavové uzavřeli roce 1621 tzv. akord saský, jímž se poddali císaři. 
Ten se však vztahoval jen na ty šlechtice, kteří neemigrovali. Jan mladší Bruntálský z Vrbna (syn Hynka) emigroval, a tak byl majetek pánů z Vrbna konfiskován a Vrbno bylo prodáno s celým bruntálským panstvím Řádu německých rytířů, kteří je vlastnili až do roku 1938, kdy bylo panství konfiskováno nacisty.
V roce 1628 se ve Vrbně připomíná hamr, v němž se kovaly kosy. Roku 1633 vypukl ve městě mor, při němž zemřelo mnoho lidí a musel být založen nový hřbitov. Roku pak 1635 byl vystavěn nový kostel.
Roku 1641 přitáhli do Vrbna a okolí Švédové (velitel generál Lennart Torstenson) a vybudovali zde vojenský tábor (na svahu Vysoké hory). 29. června 1641 byl pak sveden boj mezi císařským vojskem a Švédy. K boji došlo zhruba dva kilometry od města, po pravé straně řeky Opavy a Švédové v něm byli poraženi, následně pak císařští dobyli i švédský tábor. V téže době zřejmě zanikl hrad Fürstenwalde na Zámeckém vrchu.
Ani Vrbnu se nevyhnula inkvizice a roku 1669 zde byla upálena žena a v roce 1771 další. Roku 1750 zde byl zřízen poštovní úřad a dostavník spojoval Vrbno s Bruntálem, Olomoucí, Šternberkem, Opavou – dopravoval osoby. Poštovní zásilky přepravoval do Jeseníku a Bruntálu.
V roce 1770 dva františkánští mniši Anton a Makarius vybudovali za městem na staré cestě do Andělské hory špitál s kaplí (tzv. Andělský dům). V témže roce vznikly v sousední Železné biskupské železárny a o sedm let později zanikl ve Vrbně hamr, v němž se kovaly kosy.

### 19. století

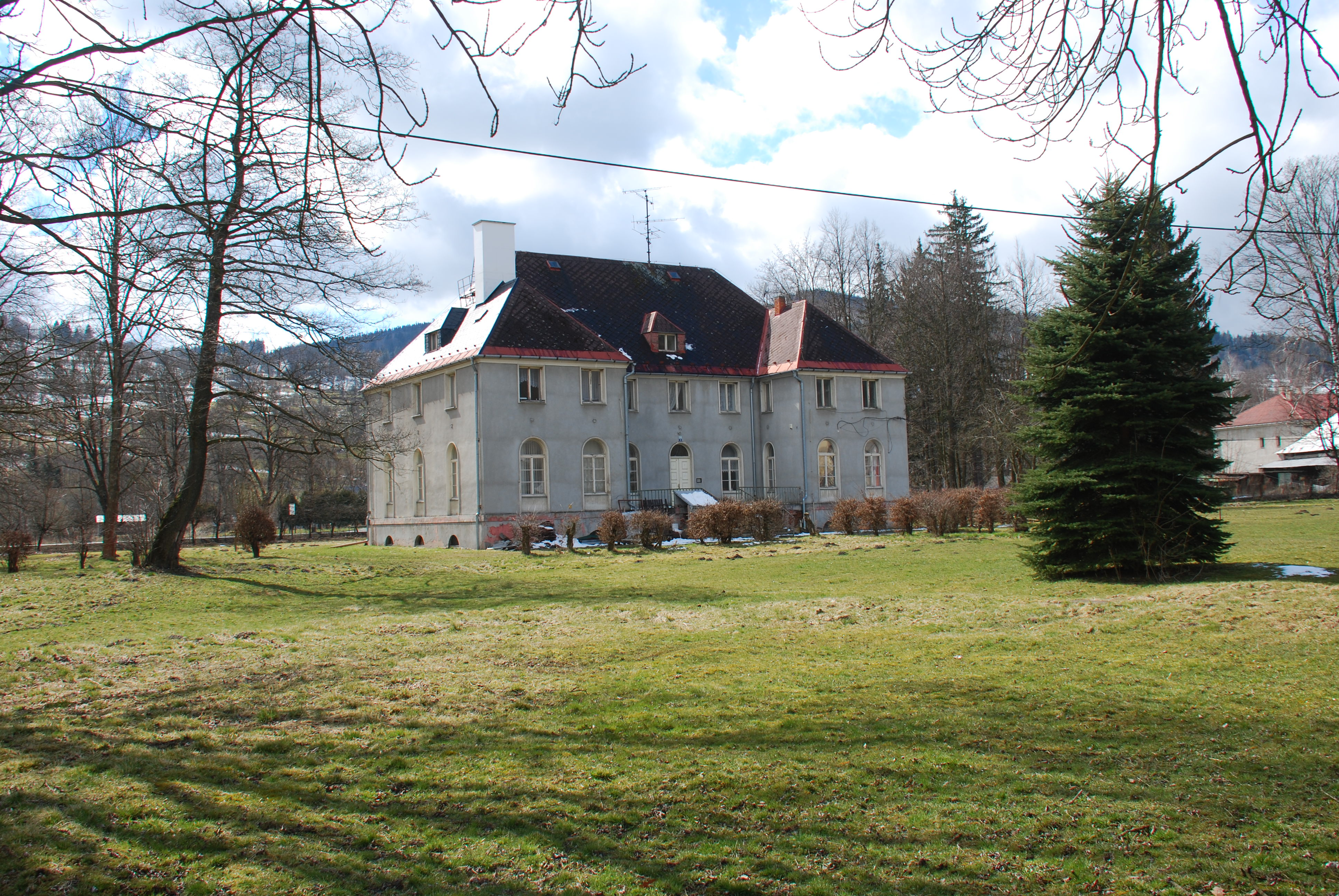
Vila Freidricha Grohmanna
(v parku severně u Nádražní ulice, Nádražní 298)

V roce 1800 založil vrbenský měšťan a obchodník s nitěmi J. A. Weiss (1762–1830) a ze severních Čech přistěhovalý F. Rössler (1774–1838) továrnu na přízi a nitě. Nitě prodávali ve Vídni. F. Rössler si nechal přestavět i vrbenský zámeček nedaleko továrny. V roce 1812 do Vrbna rovněž ze severních Čech přišel a roku 1817 vstoupil do této továrny J. J. Grohmann (1792–1873). Rodina Grohmannů od té doby až do konce druhé světové války významně ovlivňovala dění ve městě a okolí. Roku 1816 vyhořel špitál za městem a musel být znovu postaven. V roce 1819 byl založen nad městem nový hřbitov a 1826 pak byl zrušen starý hřbitov.
V roce 1837 byl zbourán starý farní kostel. Položen byl základní kámen nového farního kostela. Ceremoniálu byl přítomen arcivévoda Maxmilián Josef Rakouský-Este, velmistr Řádu německých rytířů. Kostel se podařilo dokončit a vysvětit až v roce 1844, když se uvažovalo také o stržení nedokončené stavby.
Roku 1840 byla založena huť a továrna na kovové zboží, vyráběly se zde zejména zbraně (pušky, pistole, střelivo atd.). V roce 1858 pak byla tato továrna přeměněna na přádelnu lnu jejímž majitelem se stal Eduard Grohmann (jeden ze synů J. J. Grohmanna). Grohmannové pak přádelnu vlastnili až do roku 1945. 
V roce 1844 byla vybudována říšská silnice spojující města Bruntál a Andělská Hora s Vrbnem, silnice pak dále pokračovala na Heřmanovice a Zlaté Hory. Roku 1855 založil Moritz Richter továrnu na výrobu kyseliny sírové, kterou jeho syn rozšířil o sklárnu. Továrna vyráběla kyselinu a Glauberovu sůl – až pětinu výroby v Rakousku. Roku 1894 se kyselina sírová přestala vyrábět a továrna se orientovala již jen na výrobu skla. Naopak roku 1866 zanikla sklárna A. Heidera z roku 1740.
V roce 1858 přišly do Vrbna opavské milosrdné sestry P. Marie Jeruzalemské, pro něž byl vystavěn řeholní dům s kaplí sv. Alžběty na náměstí vedle kostela. Řád zde zůstal až do roku 1945. Od roku 1858 zde měl nemocnici. Další ze synů J. J. Grohmanna Adolf založil roku 1867 ve Vrbně výrobu drátu, hřebíků a řetězů. Později do továrny (tzv. Kovovky) vstoupil i jeho syn Robert, který pak přeložil výrobu do nově založených drátoven v Bohumíně (Moravskoslezská společnost drátoven v Bohumíně). Ve Vrbně se však drobné kovové zboží vyrábělo ještě po druhé světové válce. 
Ve stejné době (1867) byla ve Vrbně založena i další přádelna lnu, která z důvodu nedostatku odbytu přešla v 80. letech 19. století na zpracování juty (tzv. Jutovka – umístěna byla naproti dnešnímu fotbalovému hřišti). V roce 1869 byl ve Vrbně zřízen okrskový soud, četnická stanice a daňový úřad. Ve stejném roce zde vznikla v místech dnešního Dřevokombinátu i vodní pila. Karel Grohmann (nejmladší ze synů J. J. Grohmanna) ve Vrbně založil v roce 1867 malou válcovnu železa na jemno s pobočkou v nedalekých Markvarticích. Později se i on podílel na založení drátoven v Bohumíně. 27. března 1873 zemřel J. J. Grohmann a továrnu na nitě přebral jeho syn Quido, který však zemřel již o rok později. Firma i nadále pokračovala pod názvem Weiss-Grohmann. 
Teprve v roce 1883 se rozdělila a ve Vrbně nadále působila pod názvem Grohmann a spol. V tomto roce vstoupil do firmy i Emil Grohmann, syn Quida. Roku 1878 byla založena císařsko-královská odborná škola dřevařská, která však byla uzavřena již v roce 1902. 5. listopadu 1880 pak byl tehdejším vrbenským starostou A. Grohmannem slavnostně zahájen provoz na železnici z Milotic do Vrbna. Mezi jinými významnou měrou na stavbu této železnice přispěla právě početná rodina Grohmannů.
Z dalšího podnikání tady byla cihelna, kamenolomy, výroba cementu, výroba kartonáže a papírových pytlů. Od roku 1857 lihovar E. Grohmanna. Od roku 1860 koželužna, dále výroba sodovky, klavírů apod. Významný byl dřevařský průmysl. Parní pila J. Nitsche zde vznikla roku 1869 a od roku 1911 měla elektrárnu. Výrobou zátek se zde zabývala od roku 1888 firma F. König und Söhne, výrobou nábytku, dřev a kreslířských potřeb od roku 1891 A. Hackenberg.
K roku 1848 zde byla obecná smíšená škola. Roku 1858 byla otevřena obecná chlapecká škola a obecná dívčí klášterní škola, každá měla na začátku 20. století pět tříd. Od roku 1910 zde byla měšťanská chlapecká škola a od roku 1913 dívčí klášterní škola. Od roku 1876 zde byla Modelářská dřevořezbářská škola, později odborná škola dřevařská, která zanikla roku 1902. Od roku 1876 zde byla živnostenská pokračovací škola. Knihovna zde byla zřízena k roku 1900. Od roku 1872 byla ve Vrbně městská spořitelna, k roku 1878 záložna, později i bytová a stavební družstva a konzumy. Početné byly i spolky: k roku 1866 pěvecký, k roku 1900 hasičský, dále živnostenský, dělnické spolky, spolek sklářů, železničních zaměstnanců, katolický, hudební atp. 

### 20. století

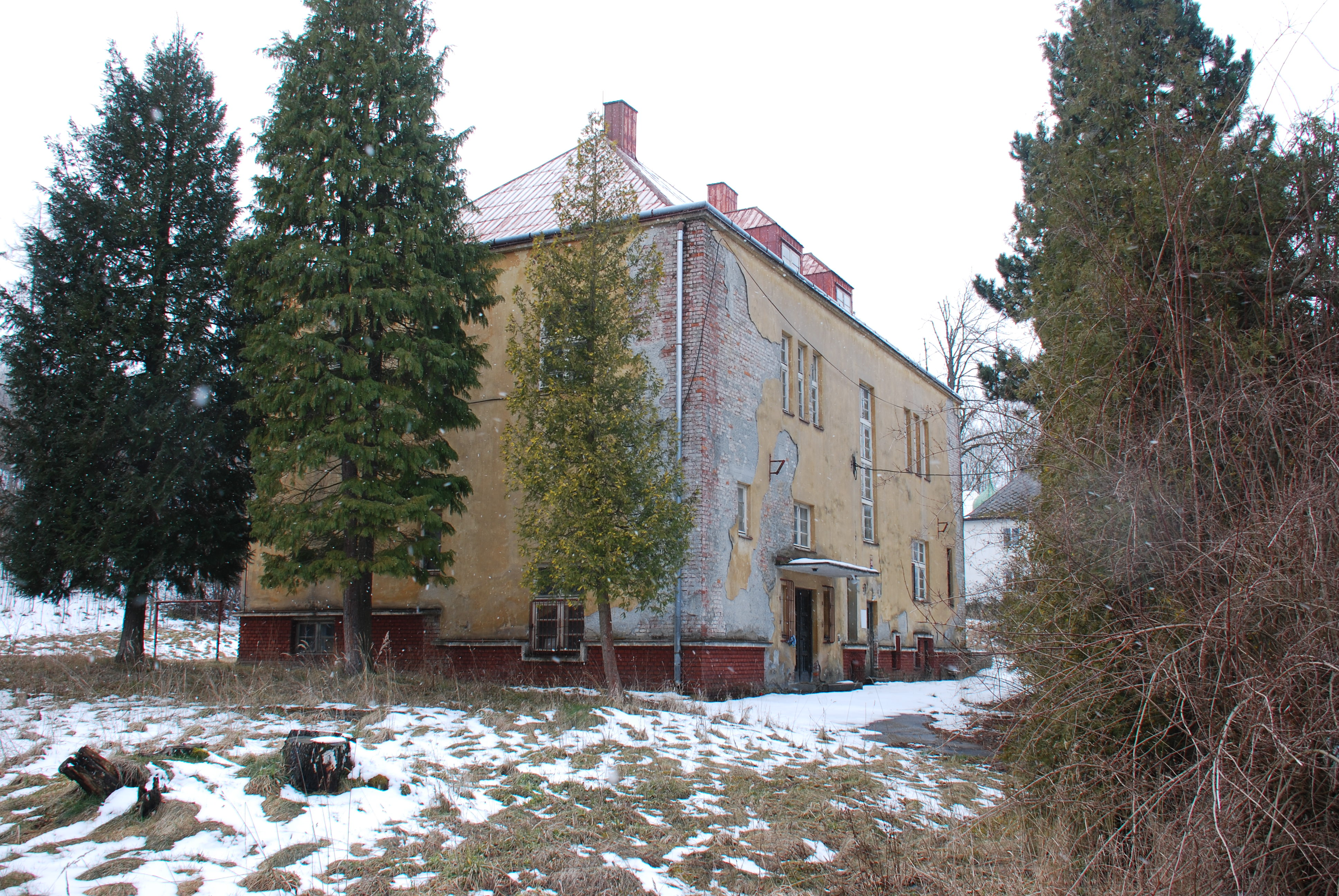
Vila Adolfa Grohmana: stav 2015 (též Vila Lothara Grohmana, Jesenická ulice 347/33)

V roce 1901 byl uveden do provozu vrbenský vodovod a v roce 1910 zřídil v prostoru pily její majitel J. Nitsche elektrárnu. Ve stejném roce pak byla provedena elektrifikace města.
První světová válka postihla zdejší kraj nepřímo, například v roce 1916 se konal hladový pochod žen do lázní Karlova Studánka. Po válce se Vrbno stalo nakrátko součástí německé provincie Sudetenland a poté bylo připojeno k Československu. Většinu obyvatel však tvořili i nadále Němci. Po rozpadu monarchie a jejího trhu si musely továrny získat nová odbytiště. 
Po válce si nechal Friedrich Grohmann (1890–1945) majitel textilní firmy Grohmann a spol. (GROKO) postavit u továrny vilu podle návrhu známého vídeňského architekta Josefa Hoffmanna. Tentýž dodal i návrhy tří typů dvojdomků pro plánovanou dělnickou kolonii. Z nich se však realizovaly jen tři dvojdomky (dva na Husově ulici a jeden na Kopečné ulici).
Na začátku třicátých let propukla i ve Vrbně hospodářská krize. Továrny pracovaly jen 3–4 dny v týdnu. V roce 1930 bylo ve Vrbně zaregistrováno 300 nezaměstnaných. Roku 1931 byla zastavena práce v Jutovce a její majitel Primavesi vyhlásil krach. O práci přišlo 456 zaměstnanců. V roce 1934 byla otevřena česká menšinová škola. V druhé polovině třicátých let se v okolních lesích stavěly železobetonové pevnůstky vzor 1937 na obranu hranice před německým útokem. 7. října 1938 bylo Vrbno připojeno k Třetí říši. Většina německého obyvatelstva přijala tuto událost s nadšením. Vrbnem projel i německý vůdce Adolf Hitler. Krátce po Mnichovu pak museli z Vrbna a okolí odejít někteří česky hovořící obyvatelé.
Za druhé světové války v bývalé Jutovce vznikl zajatecký tábor. V roce 1943 pak ve Vrbně vznikla nemocnice. Zmizeli někteří obyvatelé židovského původu, odpůrci režimu byli pronásledováni. Mezi jinými spáchal sebevraždu i účastník odboje Kuno Grohmann (1897–1940), spolumajitel textilky GROKO. Dne 8. května 1945 bylo Vrbno prakticky bez boje obsazeno Rudou armádou. Ve válce padlo na 266 vrbenských mužů.
Po válce se mohli vrátit vysídlení obyvatelé z roku 1938 a naopak většina německého obyvatelstva musela odejít. Po nich přicházeli noví osadníci, zejména ze Slovenska. Všechny továrny ve Vrbně byly zestátněny. V československých věznicích po válce zahynulo 17 občanů Vrbna německé národnosti. Mezi nimi i Friedrich Grohmann (zastřelen za nejasných okolností 23. července 1945 v Olomouci), majitel textilky Groko (dnes Odetka). Po druhé světové válce byly k Vrbnu připojeny i sousední dříve samostatné obce jako je Železná, Mnichov atd. Od roku 1961 do 23. listopadu 1990 byla i obec Ludvíkov částí Vrbna.

## Vývoj počtu obyvatel
Počet obyvatel celého města Vrbno pod Pradědem podle sčítání nebo jiných úředních záznamů:
| Rok            | 1869 | 1880 | 1890 | 1900 | 1910 | 1921 | 1930 | 1950 | 1961 | 1970 | 1980 | 1991 | 2001 | 2011 |
| -------------- | ---- | ---- | ---- | ---- | ---- | ---- | ---- | ---- | ---- | ---- | ---- | ---- | ---- | ---- |
| Počet obyvatel | 5188 | 5353 | 5619 | 5960 | 6479 | 5876 | 6797 | 3725 | 4338 | 5242 | 6536 | 6645 | 6244 | 5561 |

1. ↑  z toho: 63 Čechoslováků, 6608 Němců; 6274 řím. kat., 425 evang., 14 starokatol., 2 izrael., 76 bez vyzn.
2. ↑  z toho: 5 617 Čechů, Moravanů a Slezanů, 275 Slováků, 109 Němců, 29 Poláků; 1 474 řím. kat., 16 čsl. hus., 17 evang., 9 pravosl., 3 997 bez vyzn.

V celém městě Vrbno pod Pradědem je evidováno 1 018 adres: 973 čísel popisných (trvalé objekty) a 45 čísel evidenčních (dočasné či rekreační objekty). Při sčítání lidu roku 2001 zde bylo napočteno 832 domů, z toho 735 trvale obydlených.
Počet obyvatel samotného Vrbna pod Pradědem podle sčítání nebo jiných úředních záznamů:
| Rok            | 1869 | 1880 | 1890 | 1900 | 1910 | 1921 | 1930 | 1939 | 1947 | 1950 | 1961 | 1970 | 1980 | 1991 | 2001 | 2011 |
| -------------- | ---- | ---- | ---- | ---- | ---- | ---- | ---- | ---- | ---- | ---- | ---- | ---- | ---- | ---- | ---- | ---- |
| Počet obyvatel | 2275 | 2415 | 2587 | 2944 | 3456 | 3225 | 3757 | 3934 | 2327 | 2473 | 2879 | 3827 | 5062 | 5179 | 4856 | 4478 |

1. ↑  z toho: 50 Čechoslováků, 3617 Němců; 3409 řím. kat., 290 evang., 14 starokatol., 42 bez vyzn.

V samotném Vrbně pod Pradědem je evidováno 552 adres: 542 čísel popisných a 10 čísel evidenčních. Při sčítání lidu roku 2001 zde bylo napočteno 447 domů, z toho 422 trvale obydlených.

## Pamětihodnosti

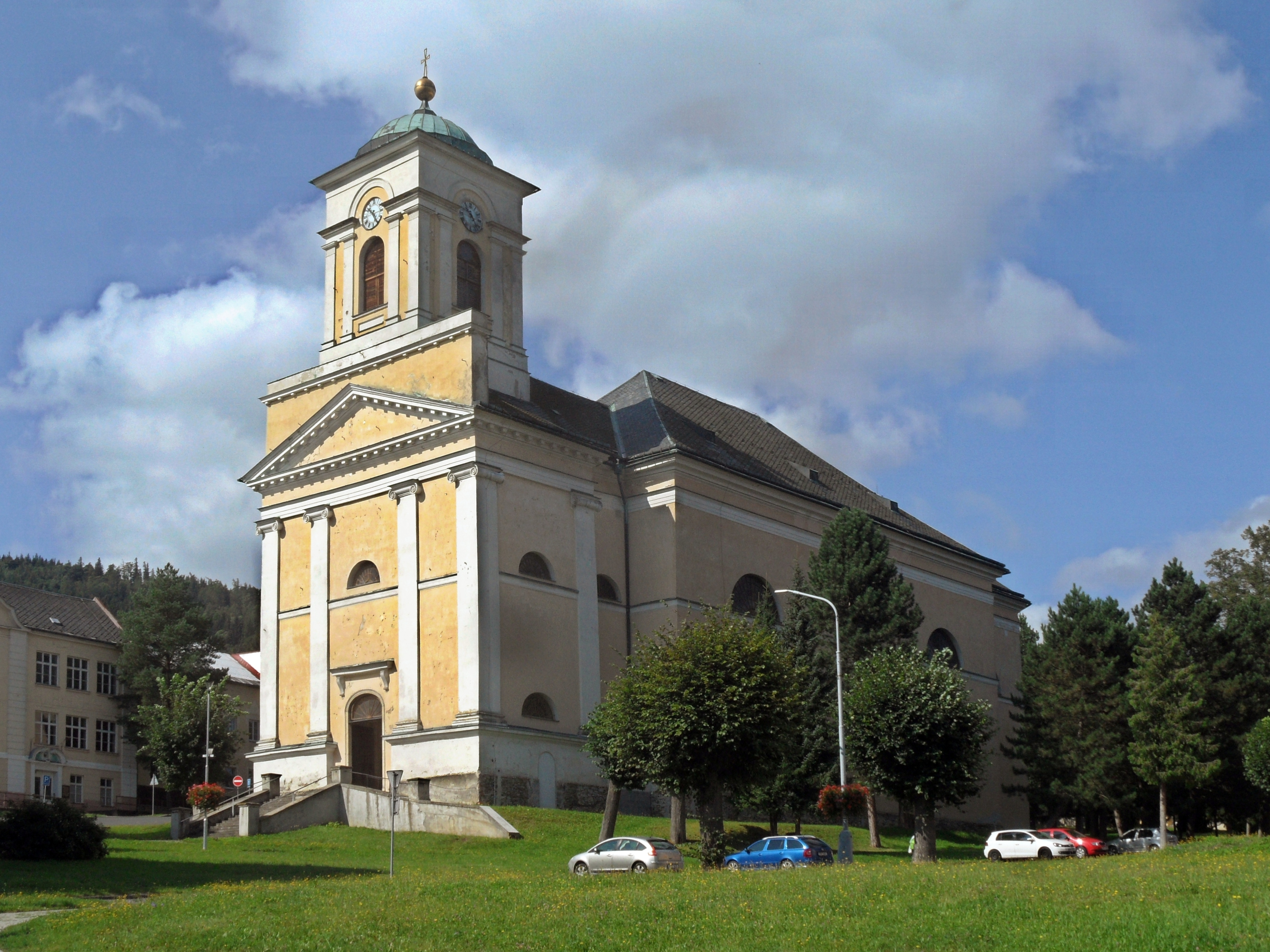
Kostel sv. Michala

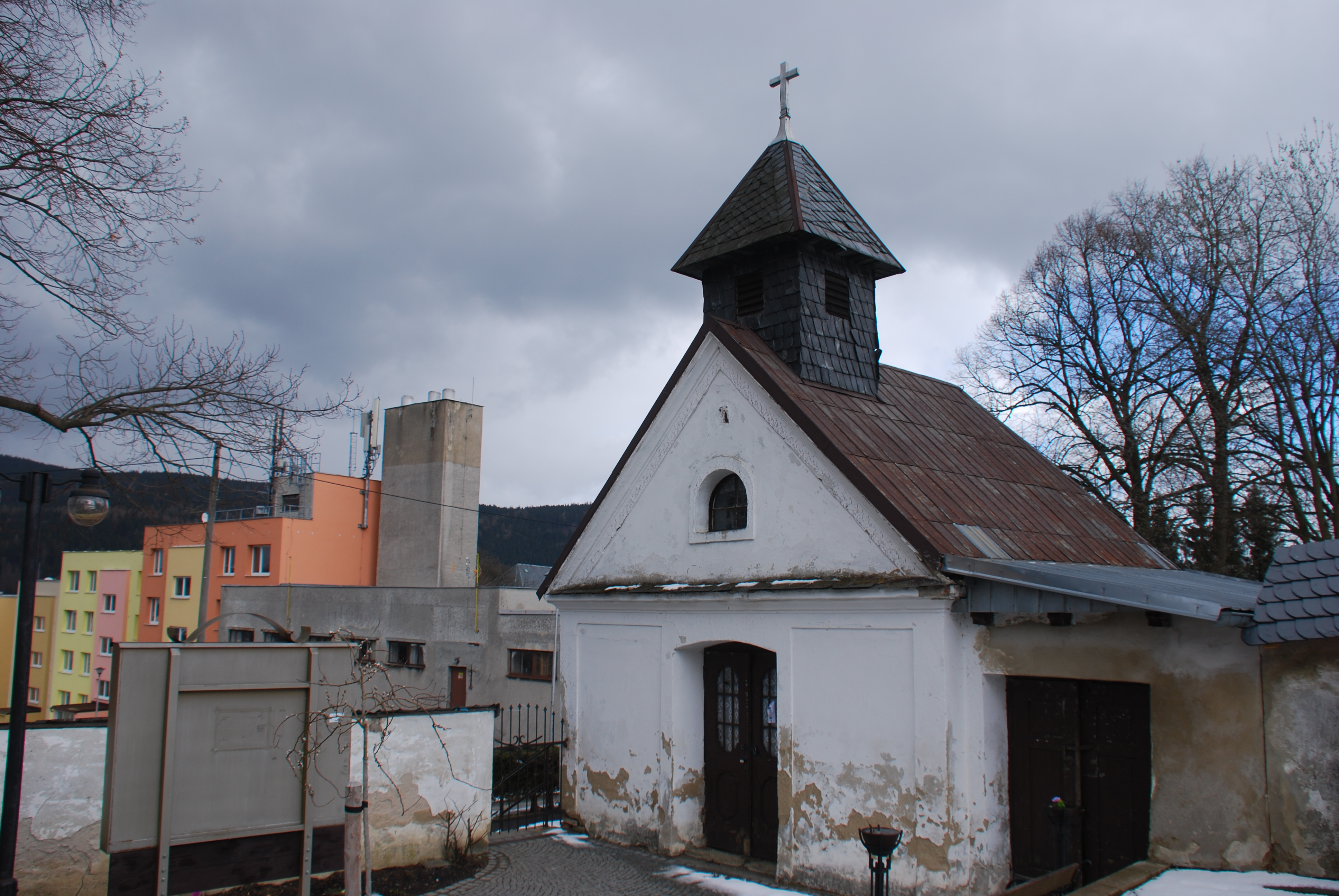
Hřbitovní kaple ve Vrbně

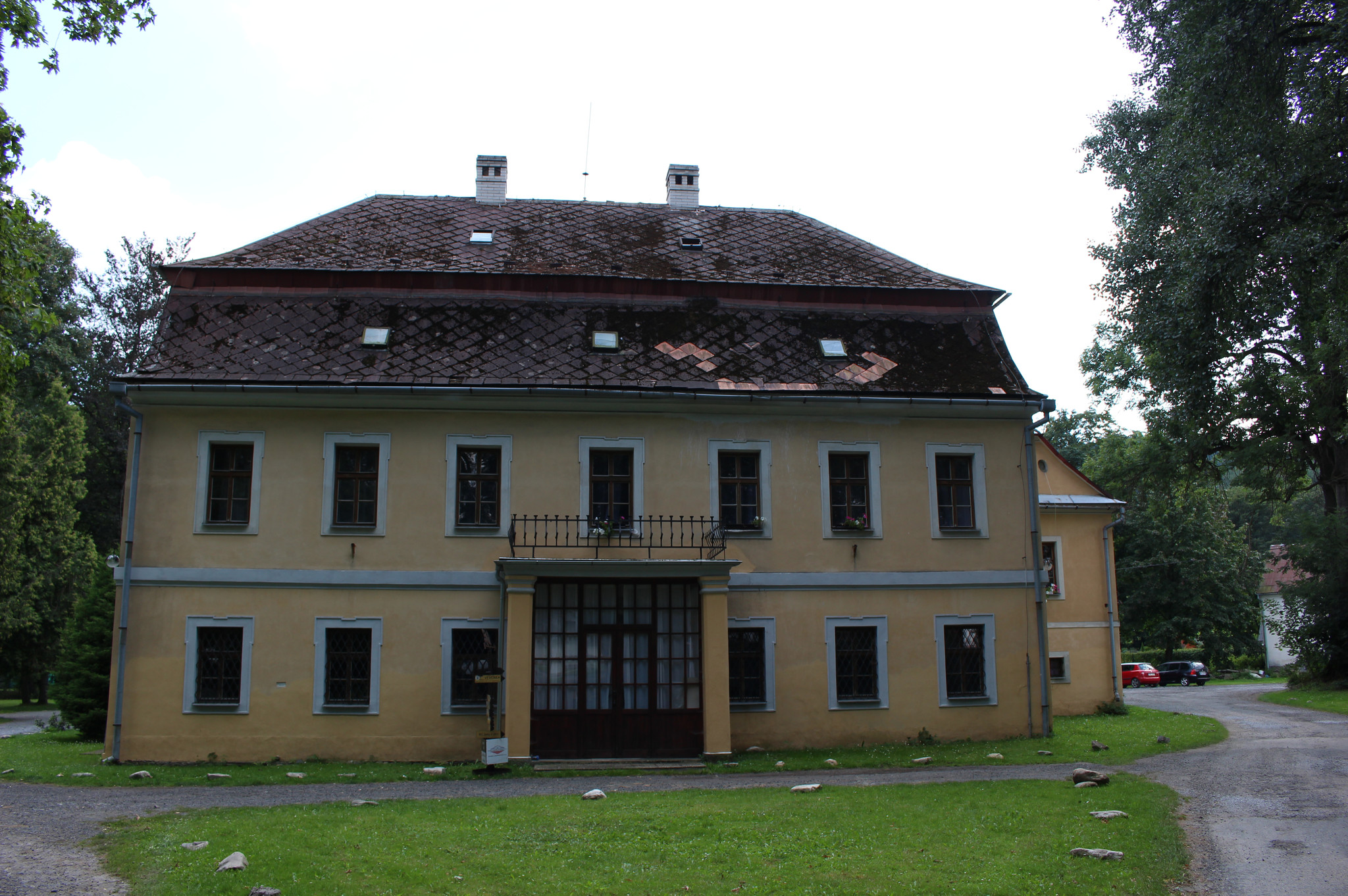
Zámeček Grohmann

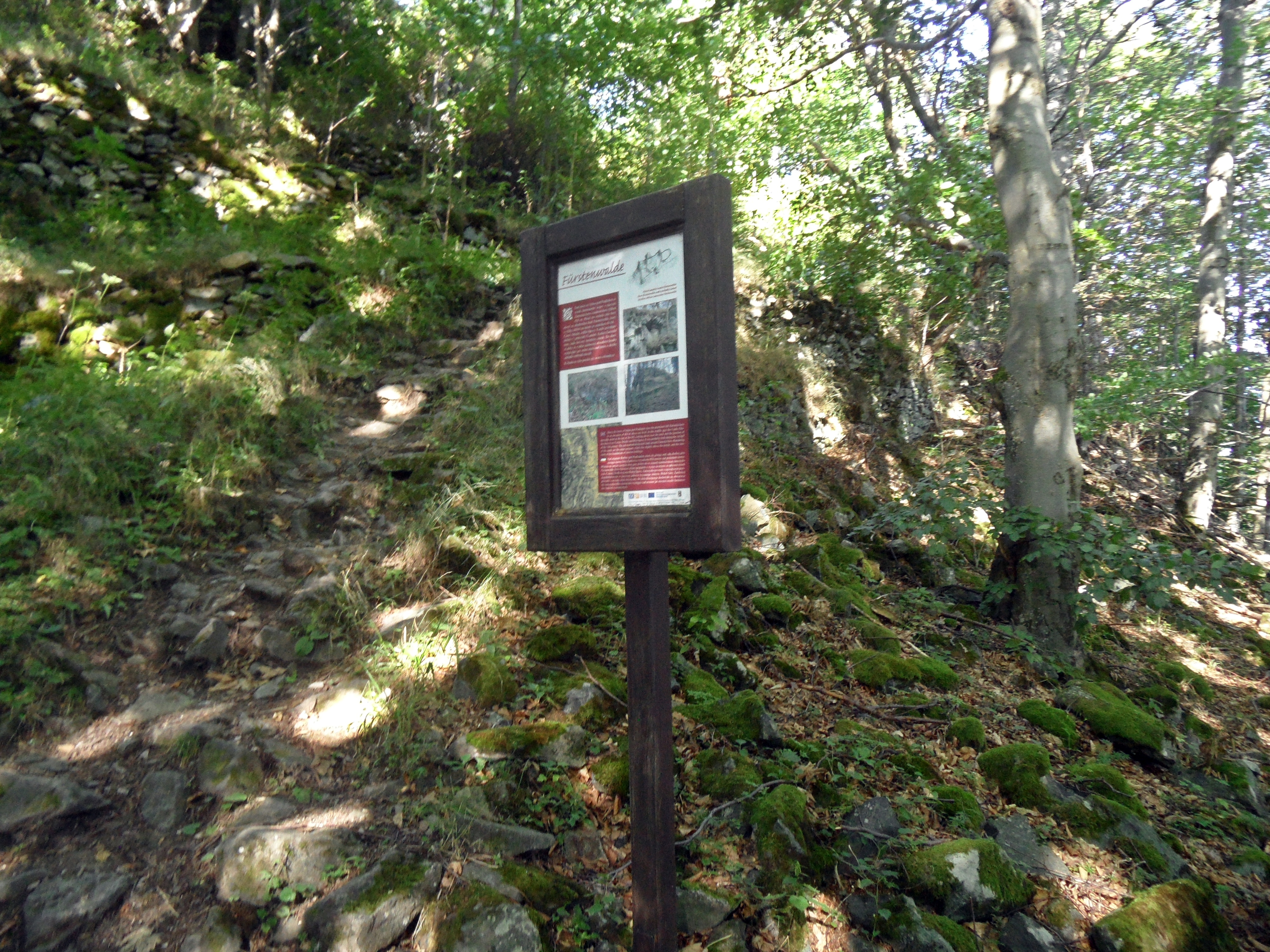
Fürstenwalde: zbytky zdí a info

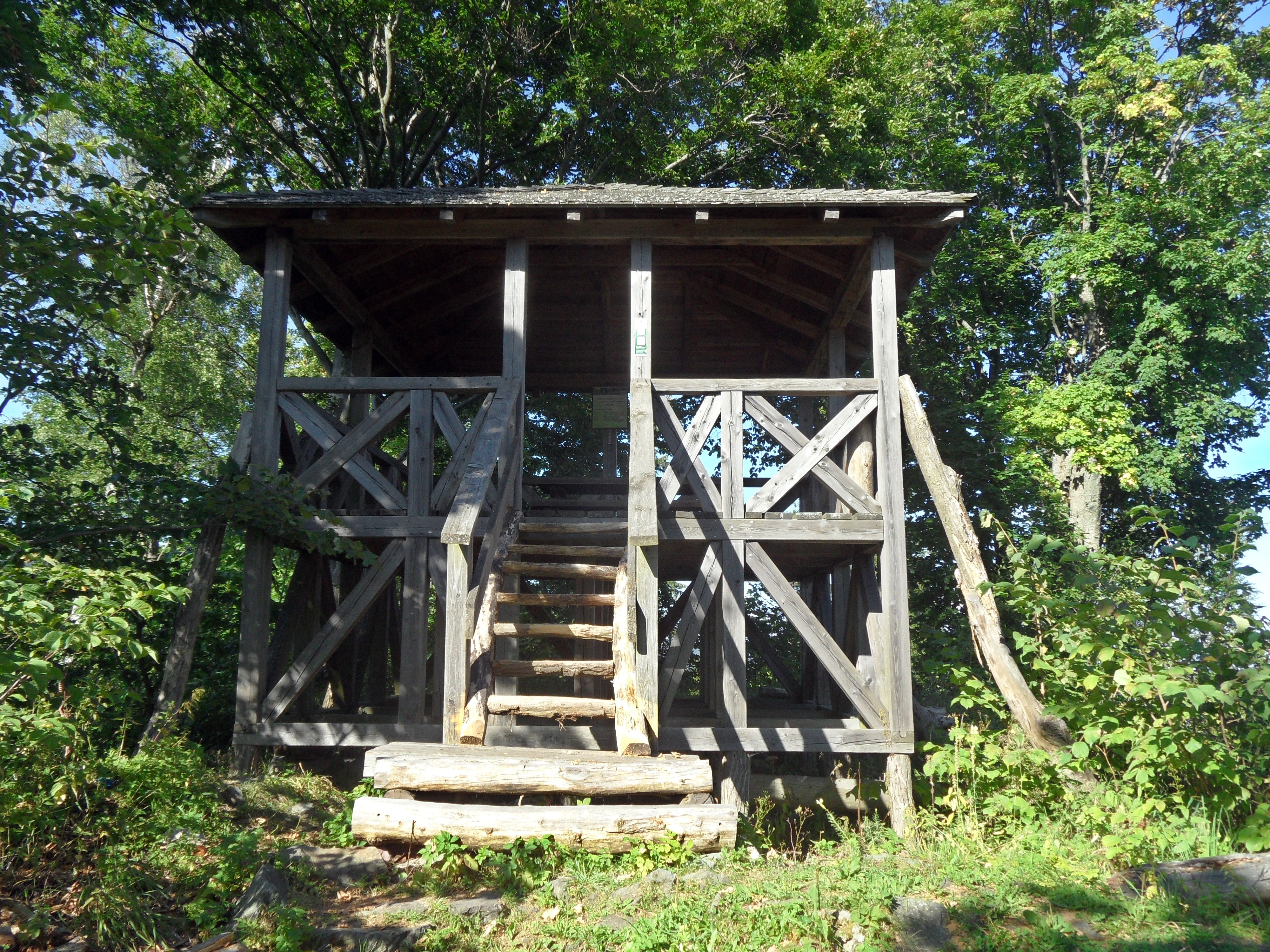
Rozhledna na Zámecké hoře

- Farní kostel sv. Michala (náměstí sv. Michala) – z let 1837–1844, jednolodní empírová stavba s atypicky umístěným oltářem na západní straně. Nahradila kostel pocházející z 1. poloviny 17. století. Původní projekt počítal se dvěma věžemi, ale byl změněn z důvodu nízké únosnosti podloží (uvažovalo se i o stržení celé stavby) na jednu věž. Na vnější jižní straně kostela památník padlým vrbenským občanům v 1. světové válce. Před kostelem umístěn empírový kříž z roku 1825 a kašna.
- Evangelická zvonice (Ulice nad stadionem) – dřevěná z roku 1921.
- Empírový hřbitov (Hřbitovní ulice) – založen v 1. polovině 19. století, ohradní zeď s vloženými pohřebními kaplemi, u vchodu kaple, nejstarší náhrobek již z roku 1789, zachovány hrobky rodiny Grohmannů a staré litinové kříže. Kromě samotného areálu hřbitova je památkově chráněna hřbitovní kaple, obvodová zeď, vstupní brány a náhrobek Anny Heleny Roesnerové. Vedle hřbitova postavena v roce 2016 nová smuteční síň. U hřbitova roste lípa u kapličky pod hřbitovem (památným stromem vyhlášena 2002).[9]
- Zámek Grohmann (Husova ulice č. p. 154) – původně barokní zámek ze 17. století byl postaven pány z Vrbna. Zámek odkoupil továrník Ferdinand Rössler (1774–1838), který zámek nechal přestavět v empírovém slohu, později zde sídlila významná továrnická rodina Grohmannů, obklopen parkem. V roce 1948 byl znárodněn, po roce 1989 vystřídal několik majitelů, v roce 2012 opraven a slouží jako ubytovací zařízení s restaurací.[10]
- Vila Fritze Grohmanna (Nádražní č. p. 298) – z let 1921 až 1922 (1927), majitel textilní firmy Grohmann a spol. (GROKO) si nechal postavit u své továrny vilu podle návrhu známého vídeňského architekta Josefa Hoffmanna. Tentýž dodal i návrhy tří typů dvojdomků pro plánovanou dělnickou kolonii. Z nich se však realizovaly jen tři dvojdomky (dva na Husově ulici a jeden na Kopečné ulici).
- Vila Lothara Grohmanna nebo též „vila Adolfa Grohmanna“ (Jesenická 347/33) je vynikajícím příkladem puristické vilové architektury z let 1929–1930 (architekt Josef Hoffmann), proto byla v roce 2000 prohlášena kulturní památkou ČR. Ale vila již řadu let chátra, zpustlá a zanedbaná je také okolní zahrada, v roce 2011 majitel vily požádal o zrušení památkové ochrany, které bylo zamítnuto.[11]
- Textilní továrna Weiss a Rössler: nejstarší výrobní budova firmy založené roku 1800 byla postavena v letech 1800–1801 a stala se základem pozdější továrny na výrobu nití, v roce 2003 byla prohlášena kulturní památkou ČR.[12]
- Kaple sv. Hedviky ve Vidlích – z počátku 20. století, dřevěná s kubistickými formami z roku 1926. Postavena podle projektu architekta Alfonse Petera, stavbu provedl stavitel Josef Nietsche, výzdoba kaple rakouský malíř a grafik Erich Hürden.[13]
- Kostel Navštívení Panny Marie v Mnichově – postaven v roce 1716, později přestavěn v novogotickém stylu. Na jih od kostela pomník padlým v 1. světové válce od Josefa Obetha.
- Fürstenwalde – zřícenina hradu na Zámecké hoře (854 m n. m.). Postaven na ochranu obchodní cesty procházející Vrbnem. Knížecí založení vyplývá z názvu hradu. Prvně připomínán roku 1348, znovu připomínán v letech 1377 a 1405. Za tažení Matyáše Korvína proti krnovskému knížeti zřejmě poničen a opuštěn, případně zanikl až během třicetileté války. Zachován zbytek zdiva dvouprostorového věžovitého paláce (asi 12 × 14 metrů). Na něj navazovala další budova. Před palácem a budovou nevelký dvůr obehnaný zbytkem až 2 metry silné zdi. Na méně strmých svazích jádro hradu obklopeno zbytky další zdi (místy na sucho kladené). Zeď prolomena v jednom místě, zřejmě budovou brány.
- V těsném sousedství zbytků zříceniny hradu byla na Zámeckém vrchu v roce 2012 postavena malá dřevěná rozhledna, ze které je výhled na Vrbno pod Pradědem, Ludvíkov, Karlovice, Vysokou horu, na druhé straně je viditelné pásmo Orlíka a oblast nad Bílým Potokem.[14]
- Pustý zámek (Veisenštejn) a Rabenštejn – zříceniny strážního dvojhradu u osady Bílý Potok. Pustý zámek strážil obchodní cestu vedoucí pod ním a sloužil zřejmě jako celní stanice. Rabenštejn byl jeho opevněnou pozorovatelnou a strážil další cestu jdoucí těsně nad ním. Oba založeny zřejmě na přelomu 13. a 14. století opavským knězem. Opuštěny zřejmě dokonce 14. století. Pustý zámek – blokové jádro na mohutném skalisku se zachovanými základy zdí (zřejmé stopy po dvou místnostech a dvorku) s přihrazeným dvorem na jihu. Jádro odděleno od dalšího skaliska příkopem, který se původně asi překračoval padacím mostem. V příkopě zachován nápis z pozdější doby. Někdy nazýván i Pustý hrad. Rabštejn – položen asi 300 metrů na východ ve svahu nad Pustým zámkem. Umístěn na dvojitém skalisku. Na vyšší části blíže ke stoupající stráni zachovány na sucho kladené zdi věžovité stavby (asi 9 × 6 metrů). Druhá část skály dnes bez viditelných stop. Mezi skalisky zachována hradba dvorku.
- Památník povodní 1997 ve Vrbně pod Pradědem: je umístěn ve Střelniční ulici, protože zde bylo za pomoci Červeného kříže a s využitím veřejné sbírky postaveno několik nových rodinných domů jako nové bydlení pro občany, jejichž obydlí bylo povodněmi zničeno.

## Části města
- Vrbno pod Pradědem (k. ú. Vrbno pod Pradědem)
- Bílý Potok (k. ú. Železná pod Pradědem)
- Mnichov (k. ú. Mnichov pod Pradědem)
- Vidly (k. ú. Železná pod Pradědem)
- Železná (k. ú. Železná pod Pradědem)

## Doprava
Město leží na železniční trati Milotice nad Opavou – Vrbno pod Pradědem  na které se nachází stanice Vrbno pod Pradědem a železniční zastávka Vrbno pod Pradědem zastávka. Pravidelné osobní vlaky jsou provozovány společností GW Train Regio. Autobusovou dopravu zajišťuje společnost Transdev Morava. Prochází zde silnice druhých tříd: II/445, II/450, II/451 a II/452.

## Průmysl
Mezi nejvýznamnější patří:
- Plastikářský: Husqvarna Manufacturing CZ s.r.o., Ing. Petr Gross s.r.o. (IPG)
- Strojírenský: ATQ (výroba forem na vstřikování plastů), Paňák (výroba forem na vstřikování plastů)
- Sklářský: Sklárna Jakub
- Textilní: Odetka, a. s.
- Dřevařský: Pradědský lesní závod, a. s.

Bývalé podniky: Dřevokombinát, Moravolen, Sklárny, Sklárna TOMI

## Sport

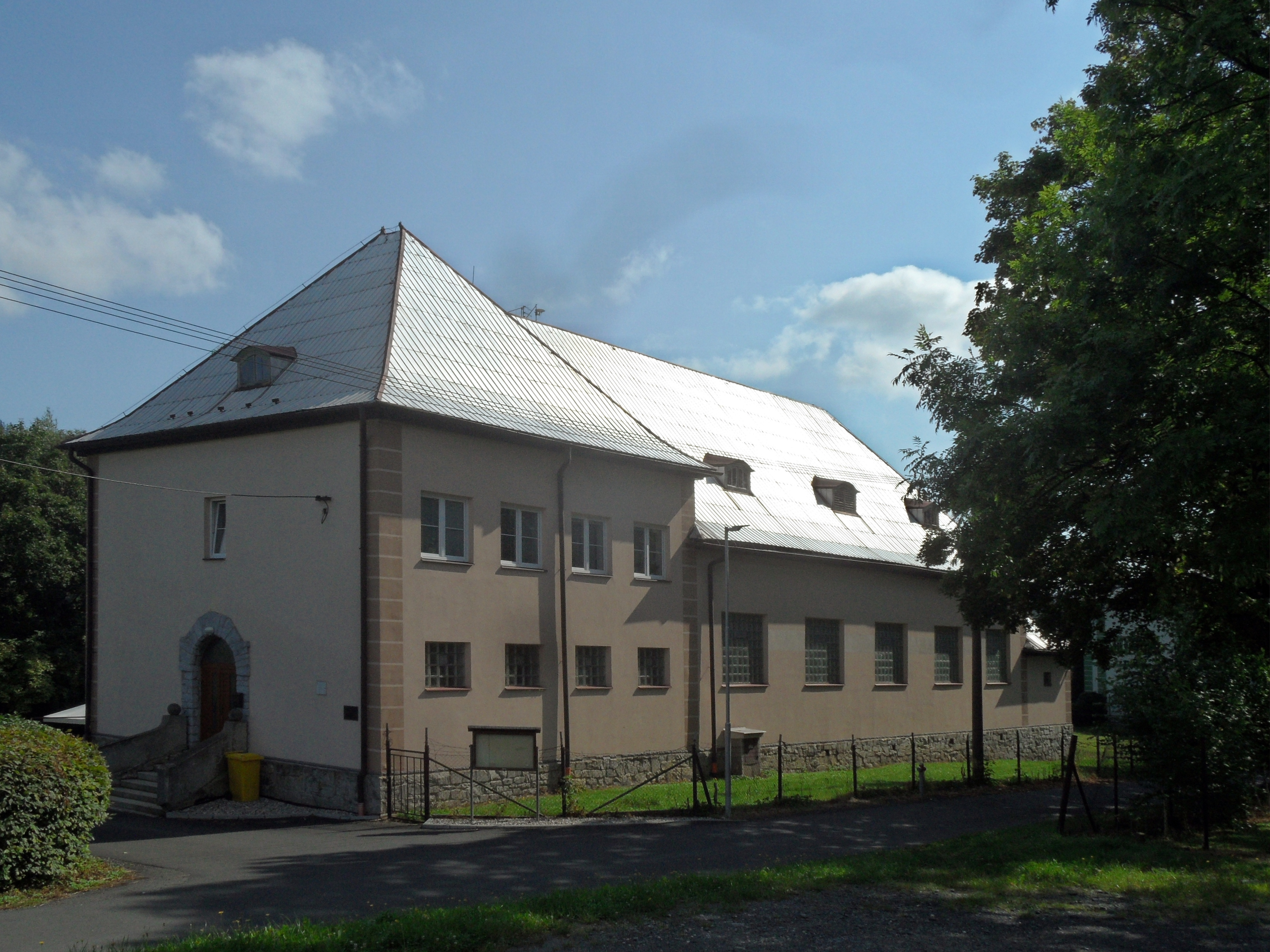
Sokolovna v Komenského ulici

Fotbal
Ve městě se nachází fotbalový oddíl TJ Sokol Vrbno pod Pradědem. Tým mužů hraje od roku 2024 1.B třídu. Jsou zde i přípravky, žákovské a dorostenecké týmy. Zápasy se hrají v areálu TJ Sokol Vrbno pod Pradědem, který se nachází na ulici Krejčího 440. V areálu jsou fotbalové šatny, veřejné WC, zázemí pro bufet parkoviště, tréninkové hřiště a hlavní hřiště s krytou tribunou na jižní straně a s nekrytými lavičkami na straně severní. V klubu hrával Denis Darmovzal, který nyní[kdy?] hraje českou Fortuna ligu.[zdroj?]
Cyklistika
Mezi Vrbnem pod Pradědem a Karlovicemi se nachází cyklostezka a ve městě je také řada cyklostezek. Působí zde tým ACS Drak Vrbno, který vychoval mnoho úspěšných cyklistů. Nejúspěšnější je Zdeněk Mlynář – mistr světa v kategorii juniorů z roku 1995 a vítěz závodu ve Světovém poháru v roce 2004.
Tenis
Tenisové kurty se nachází na kraji města na ulici Nádražní. Ke hraní slouží 4 antukové kurty. Je zde také možnost ke hraní využít zeď. Na kurtech bývají pořádány nejrůznější turnaje pro tenisové nadšence.[zdroj?]
Stolní tenis
Stolní tenis se hraje v místní sokolovně na ulici Komenského 290. Tým mužů hraje dlouhodobě krajský přebor. Mládež hraje na turnajích okresní, krajské, republikové a ojediněle mezinárodní úrovně. V mládí zde trénoval bývalý hráč české extraligy Josef Šimončík.[zdroj?]
Turistika
V sokolovně se nachází Klub českých turistů. Kolem města se nachází mnoho značených turistických tras a mnoho zajímavých turistických cílů. V blízkosti se nachází například Praděd nebo horské lázně Karlova Studánka. Každý rok se zde koná akce Vrbenská padesátka, kde si účastníci mohou vybrat ze tří tras (50, 25 a 12 kilometrů) a dojdou do stejného cíle kde jsou za své výkony odměněni.[zdroj?]
V tělocvičnách ve městě se také hraje badminton, volejbal nebo jiné různé sporty. V centru Stone lze také využít bowlingovou dráhu, posilovnu, kulečník nebo šipky. Je zde také oddíl orientačního běhu. V zimě lze využít upravené tratě pro běh na lyžích. Ve městě se nachází skatepark, kde se pravidelně pořádá akce Skate jam. Lze využít běžecké tratě v lesích mezi Vrbnem a Karlovicemi. Mezi těmito obcemi se nachází i Cesta vody pro turisty.[zdroj?]
Minulost
V minulosti se ve městě nacházely skokanské můstky, koupaliště a sjezdovka s bobovou dráhou.

## Kultura

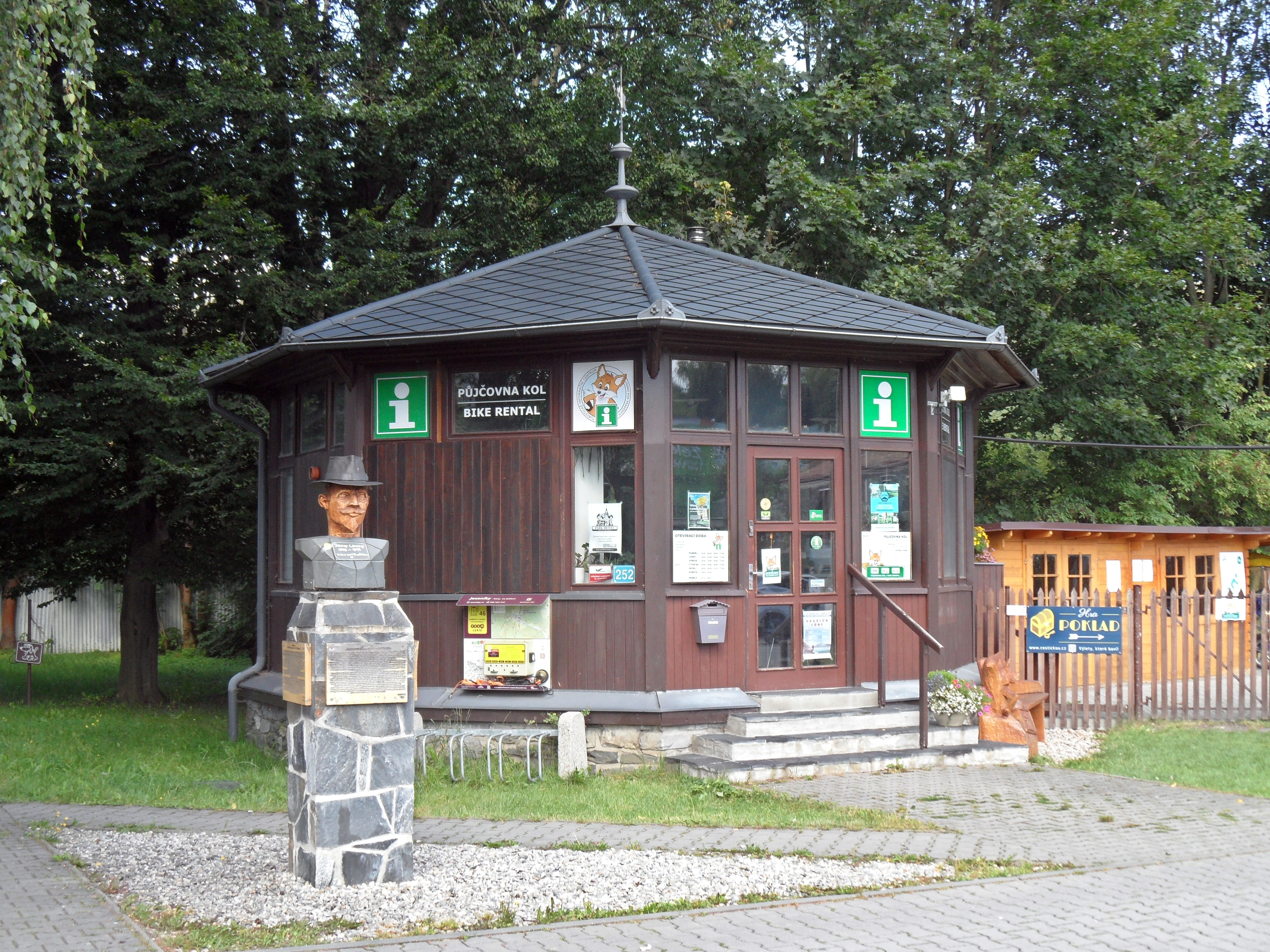
Turistické informační centrum a památník Josefa Lowaga

Středisko kultury a vzdělávání Vrbno pod Pradědem – vzniklo jako nově zřízená příspěvková organizace v roce 2007. Zabezpečuje ve městě kulturní a vzdělávací činnost, pořádá koncerty, představení pro širokou veřejnost, organizuje Univerzity volného času apod.
Turistické informační centrum – nachází se v Jesenické ulici 252 (nedaleko pošty), organizačně patří pod Kulturní, informační a vzdělávací centrum Vrbno, p. o. Poskytuje turistické informace o městě a okolí, o kulturních a společenských akcích, propagační materiály města a okolí, prodává suvenýry a turistické tiskoviny, také Zpravodaj Sdružení obcí Vrbenska a nabízí další služby. Je zde také půjčovna kol a lze si dobít elektrokolo. V těsném sousedství se nachází památník místního rodáka Josefa Lowaga.
Městská knihovna Vrbno pod Pradědem – nachází se od roku 1964 ve vilce na Sadové ulici. Po mnoha úpravách působí z venku jako důstojný kulturní stánek.

## Významní rodáci

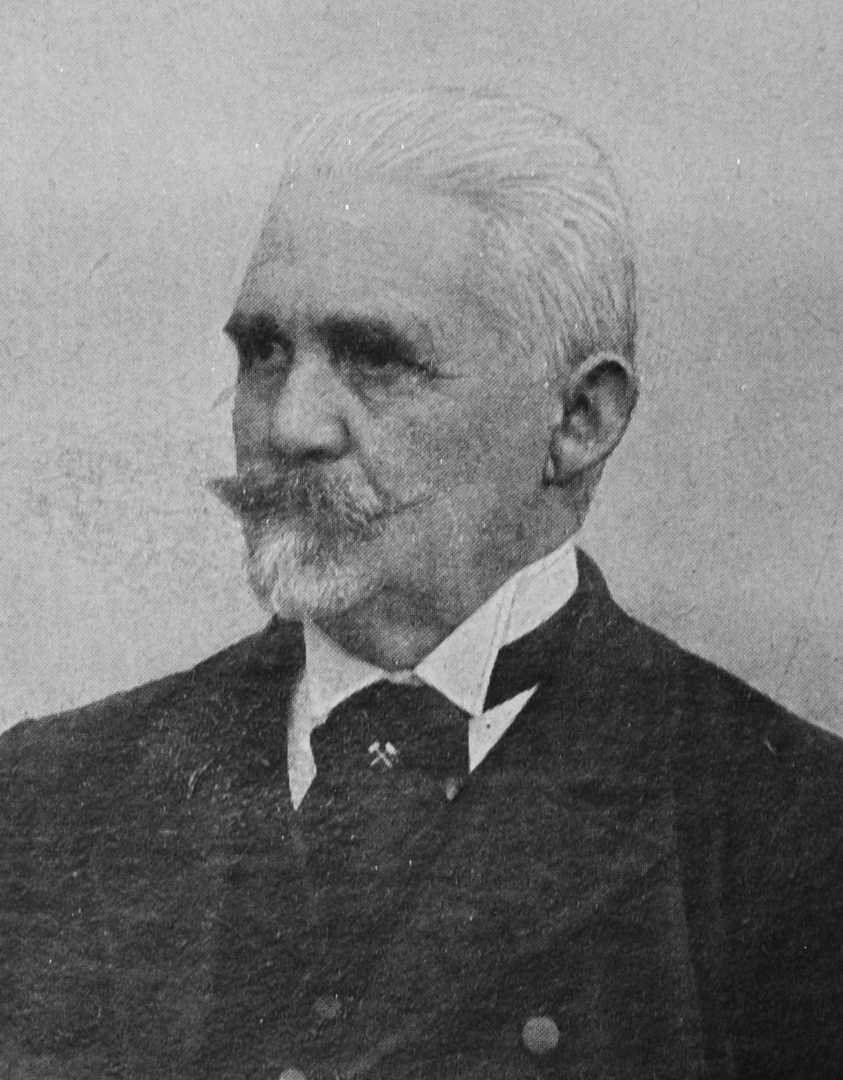
Josef Lowag

- Johann Karl Nestler (1783–1842), rektor olomoucké univerzity, významný vědec na poli výzkumu dědičnosti, nestor české vědy o polním hospodářství
- Josef Lowag (1849–1911), regionální spisovatel píšící německy a v sudetském nářečí, přírodovědec, geograf a odborník na hutnictví a hornictví
- Marianne Strobl (1865–1917), fotografka aktivní v Rakousku
- Max Ludwig (1893–1940), sochař[5]
- Adolf Fitz (1895–1943), herec, režisér a spisovatel[5]
- Herman Hess (1897–1948), novinář, básník a spisovatel
- Pavel Drtil (* 1973), šipkař, mistr Evropy
- Karolína Kopíncová (* 1998), modelka, Miss Czech Republic 2020
- Zdeněk Mlynář (* 1976), bývalý český reprezentant v cyklokrosu, mistr světa v kategorii juniorů z roku 1995 a vítěz závodu ve Světovém poháru v roce 2004[15]
- Lubomír Petruš (* 1990), český profesionální cyklista v disciplínách cyklokros a silniční cyklistika, dvojnásobný mistr republiky v cyklokrosu, mistr Evropy v cyklokrosu a bronzový na mistrovství světa v cyklokrosu, vítězství etapy na Tour de Liege

## Partnerská města
- Głogówek, Polsko

## Galerie

### Kaplička, zvonice, kříže

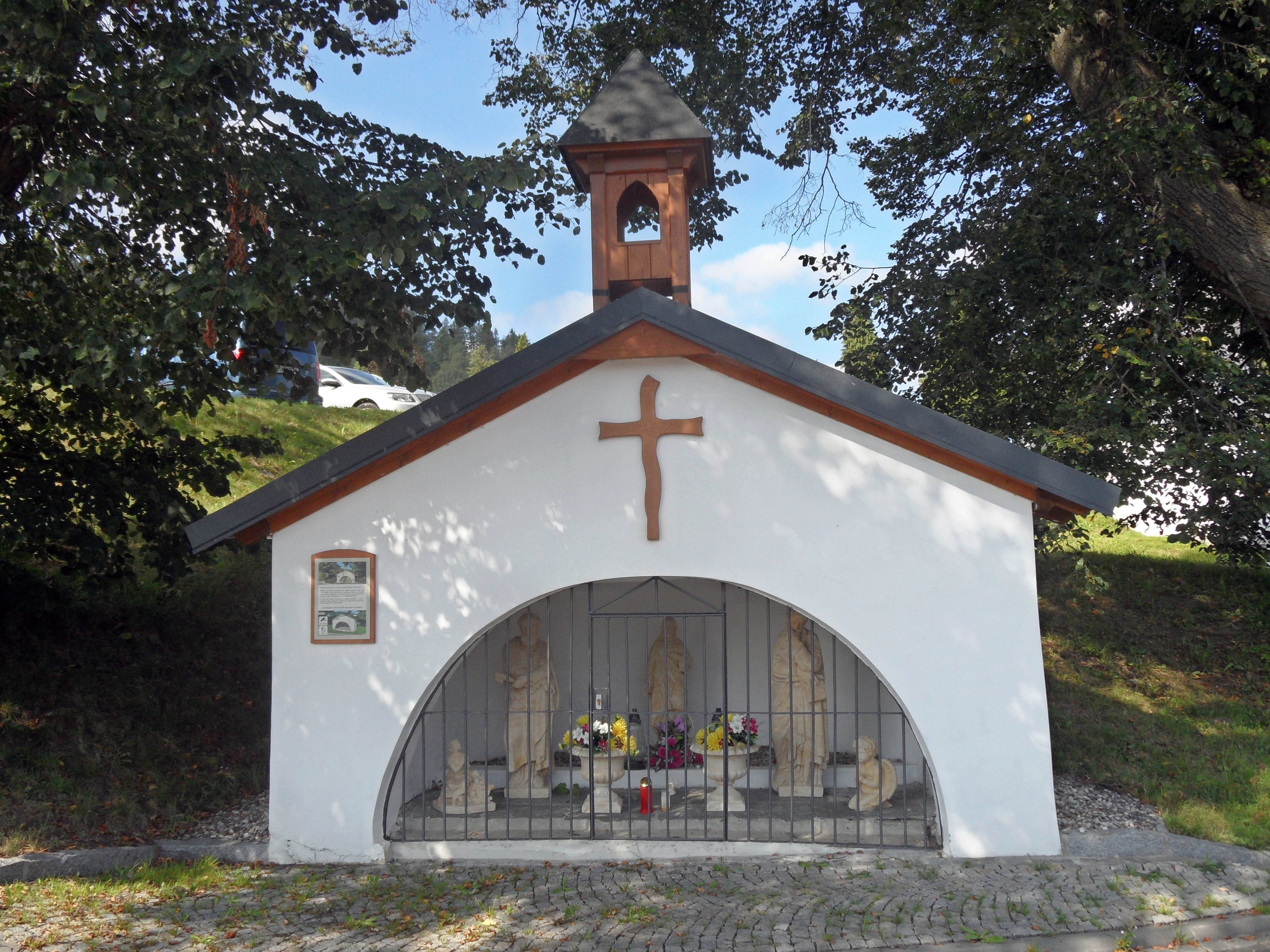
Kaplička u hřbitova, vedle památné lípy.
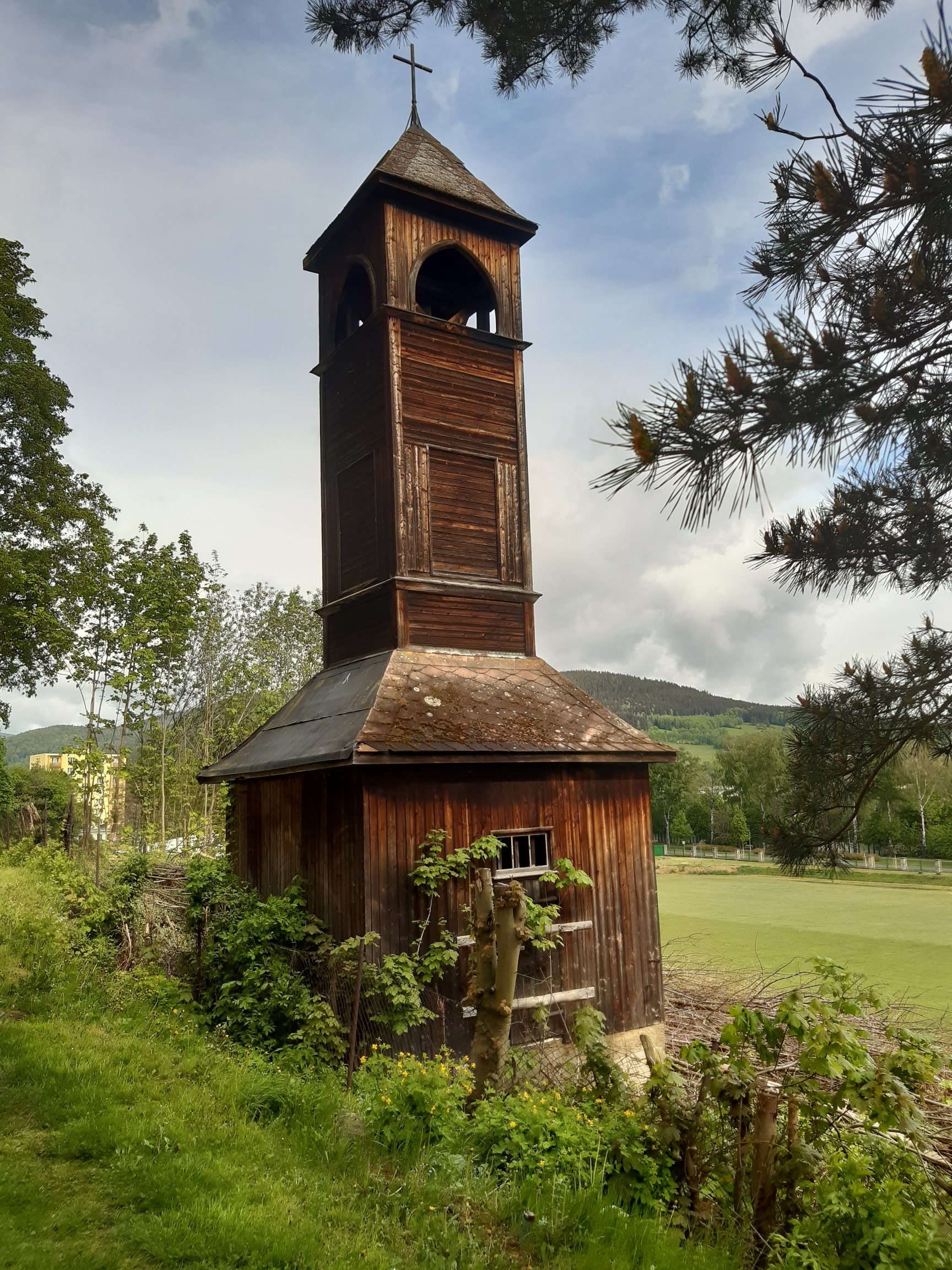
Dřevěná evangelická zvonice (blízko sportovního stadionu).
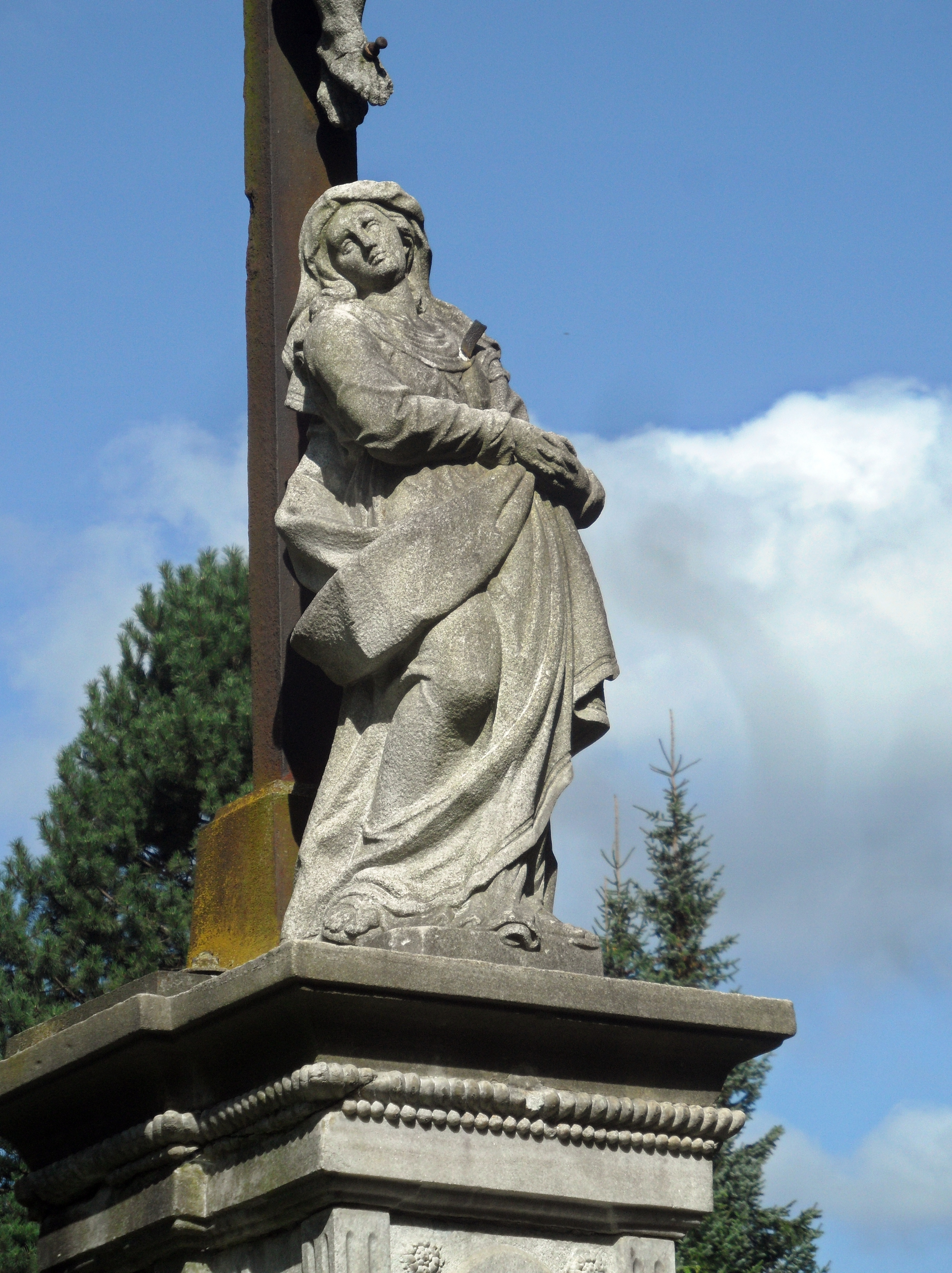
Detail empírového kříže na náměstí, u kostela sv. Michala.
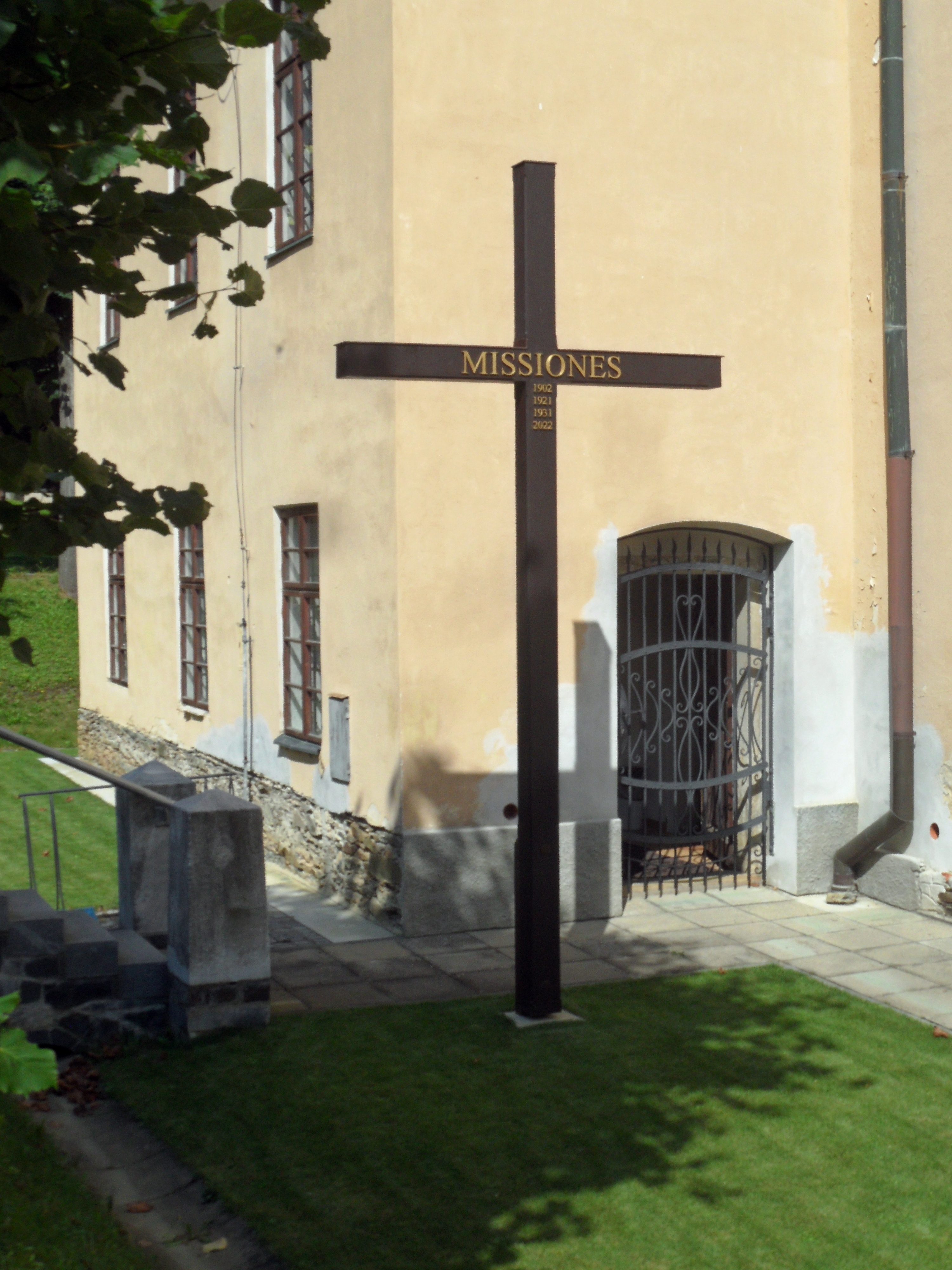
Kříž u zdi kostela sv. Michala.
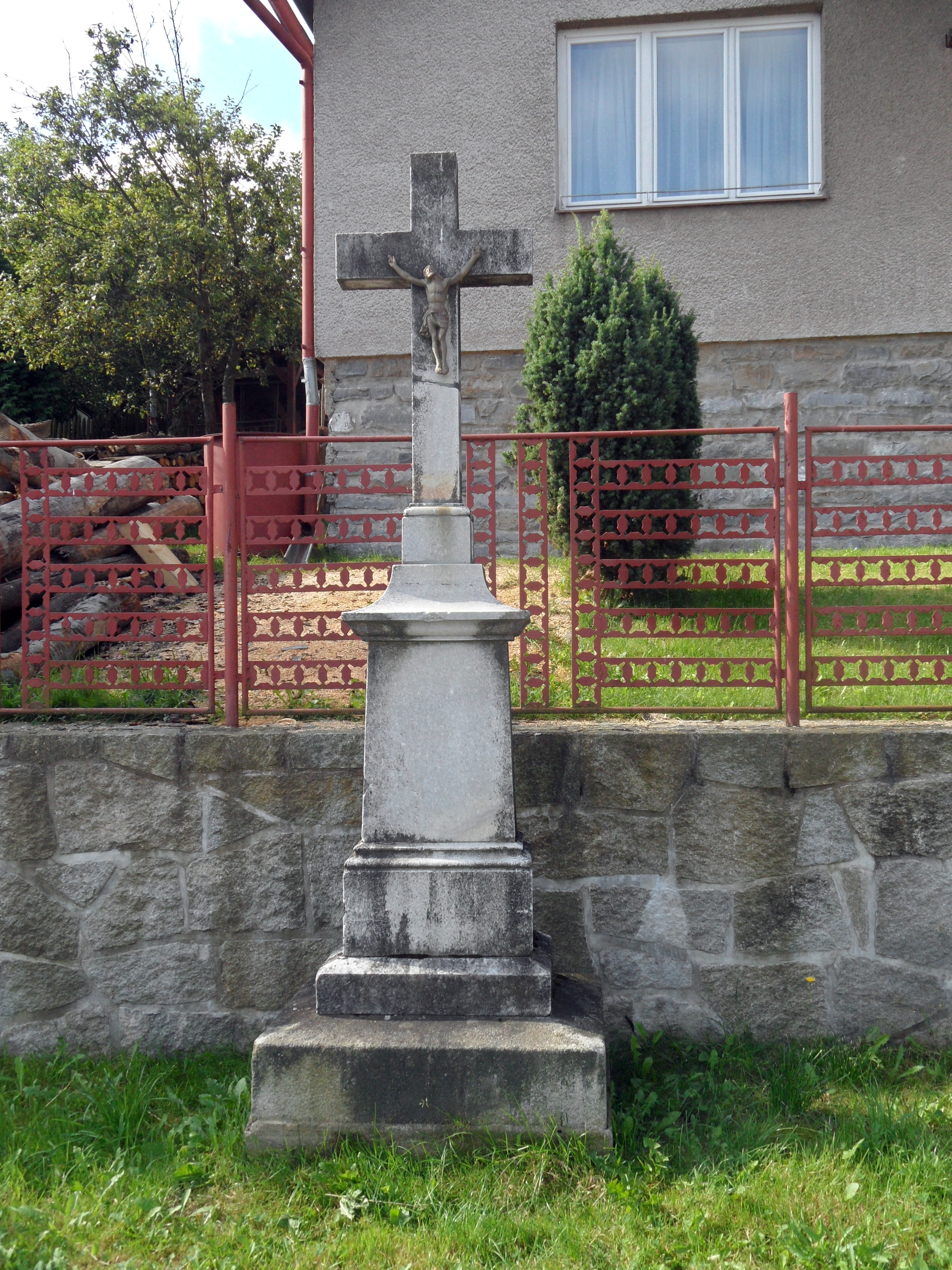
Kříž ve Střelniční ulici.

### Pomníky a jiné stavby

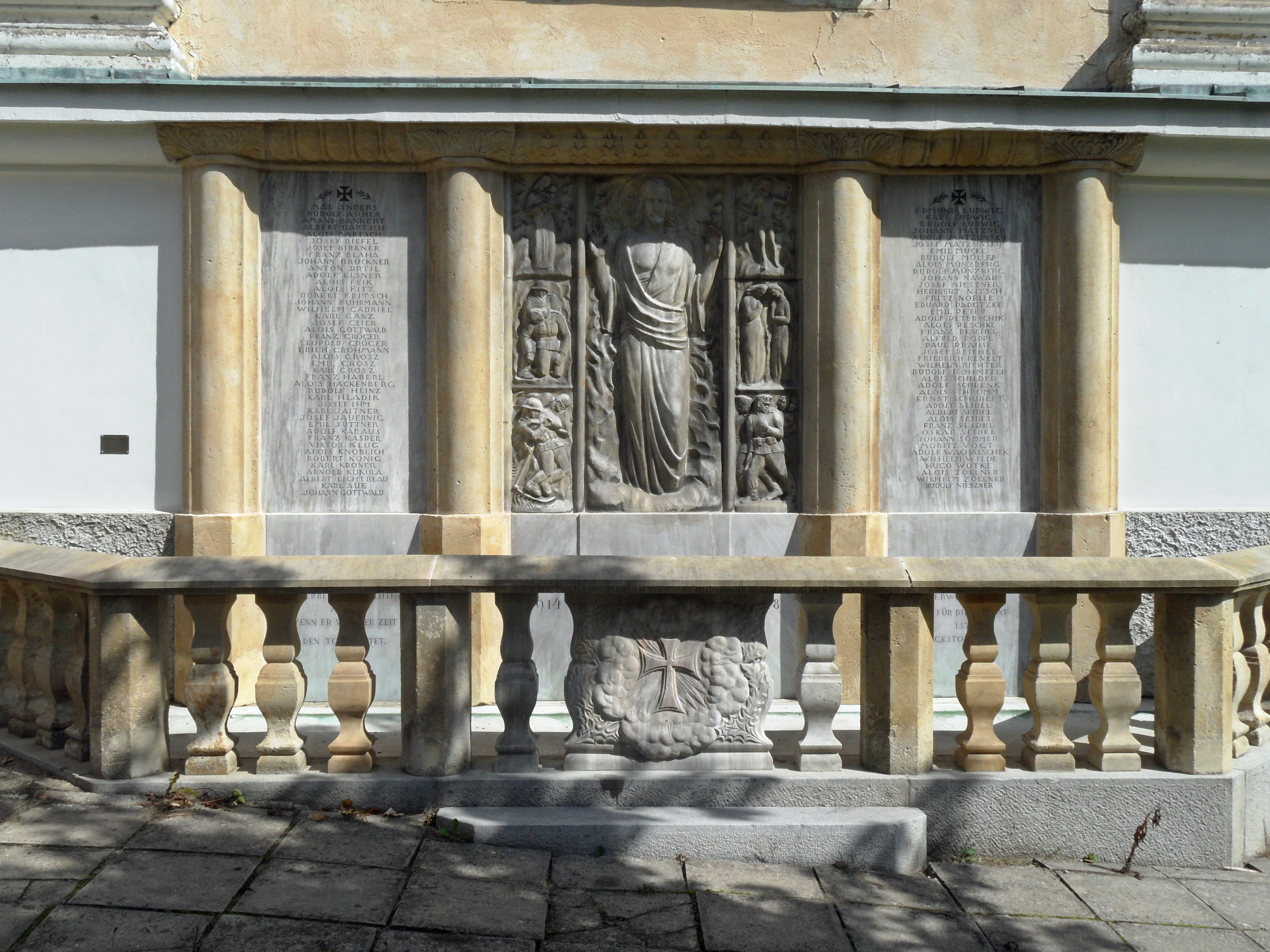
Pomník obětem 1. světové války, u zdi kostela sv. Michala.
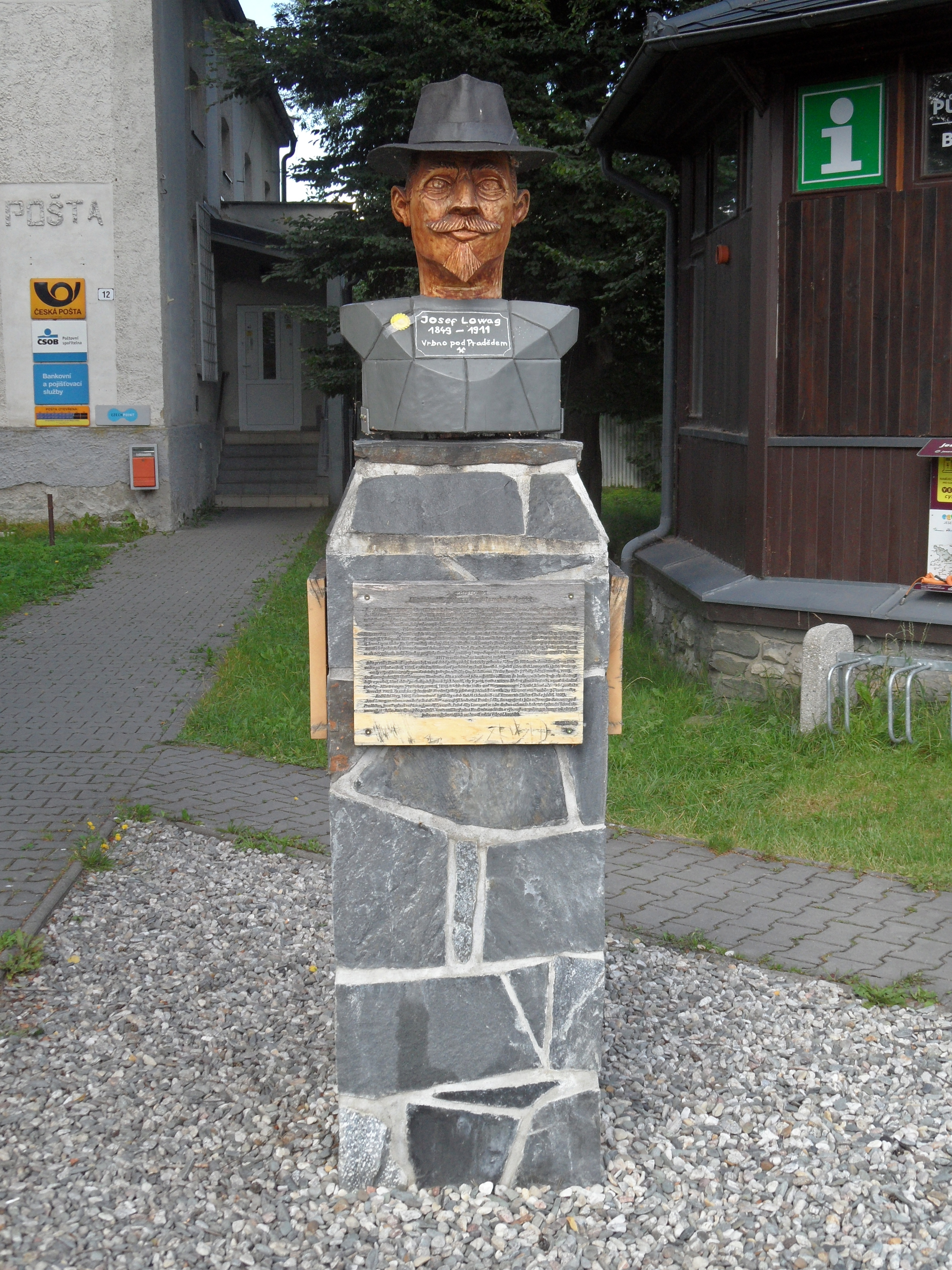
Památník Josefa Lowaga vedle Turistického informačního centra.
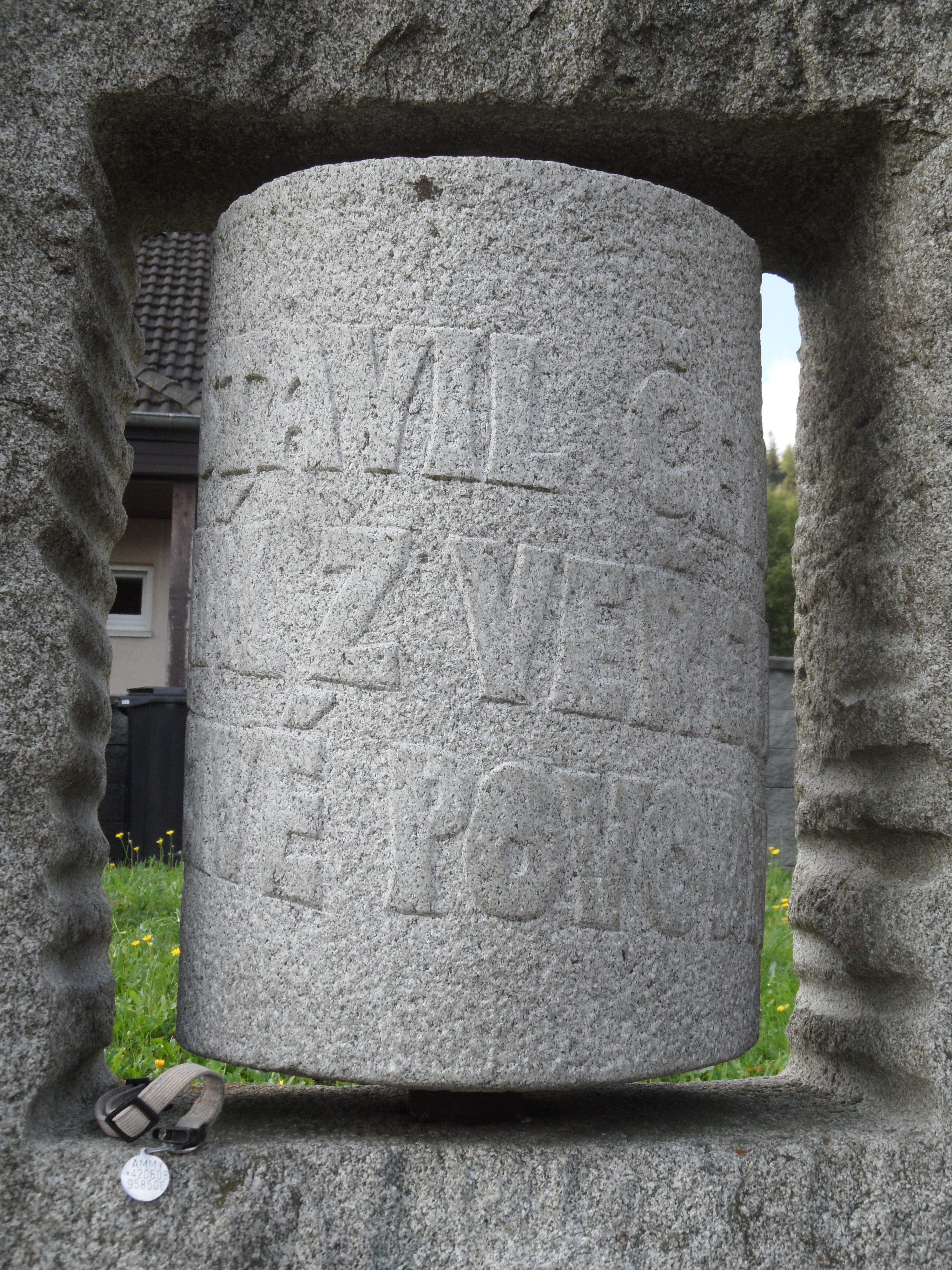
Detail památníku povodní 1997 ve Střelniční ulici.
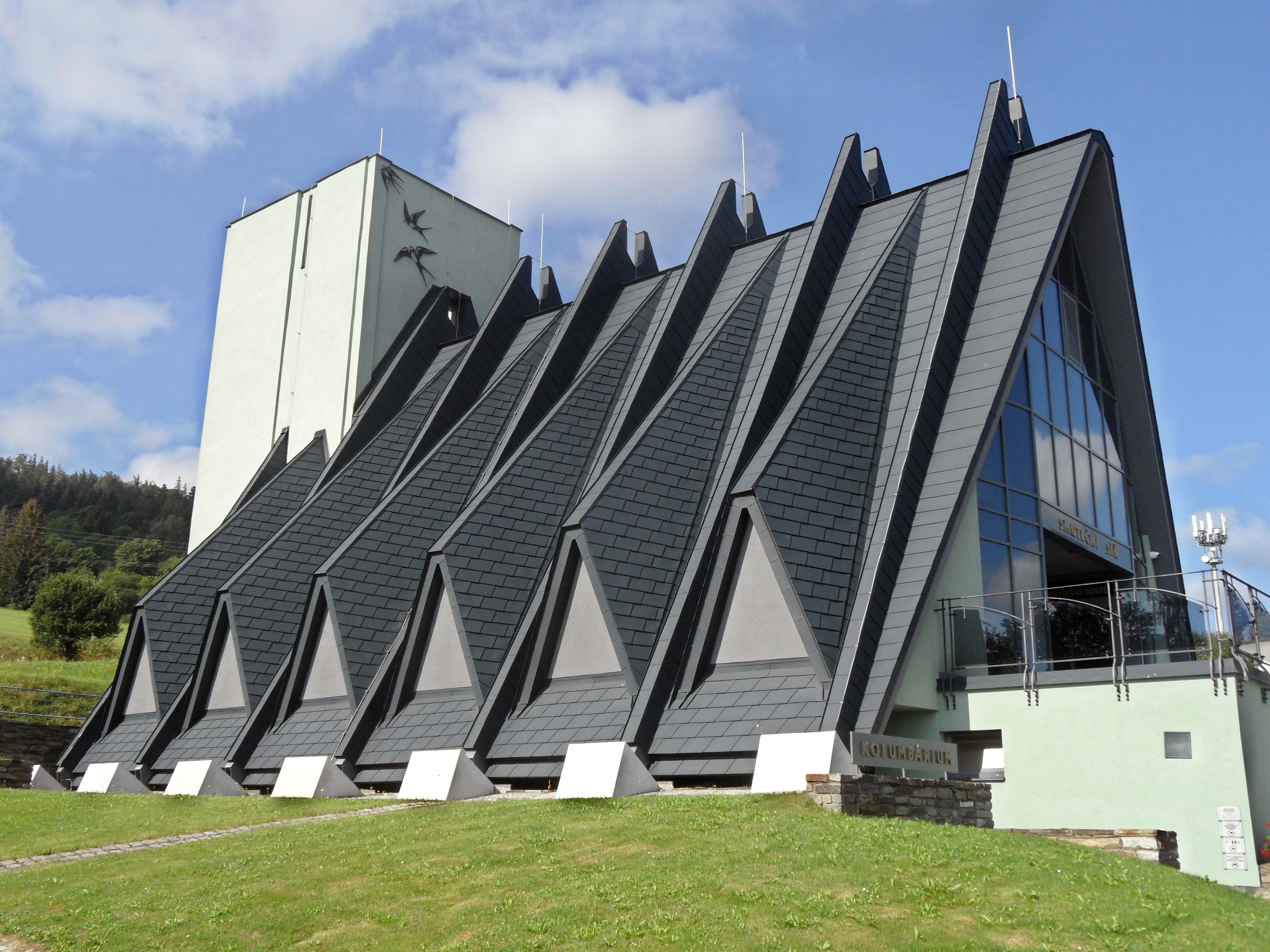
Nová smuteční síň, dokončená v prosinci 2016.

### Památné stromy
Na území města se nachází dub na náměstí sv. Michala (památným stromem vyhlášen v roce 2001) a nedaleko od náměstí lípa u kapličky pod hřbitovem (vyhlášena 2002), na svazích jižně nad městem pak modřín v mezích. Dva další památné stromy pak rostou v obci Mnichov pod Pradědem, která je součástí města Vrbno pod Pradědem: mnichovský klen (javor klen) a mnichovský modřín.

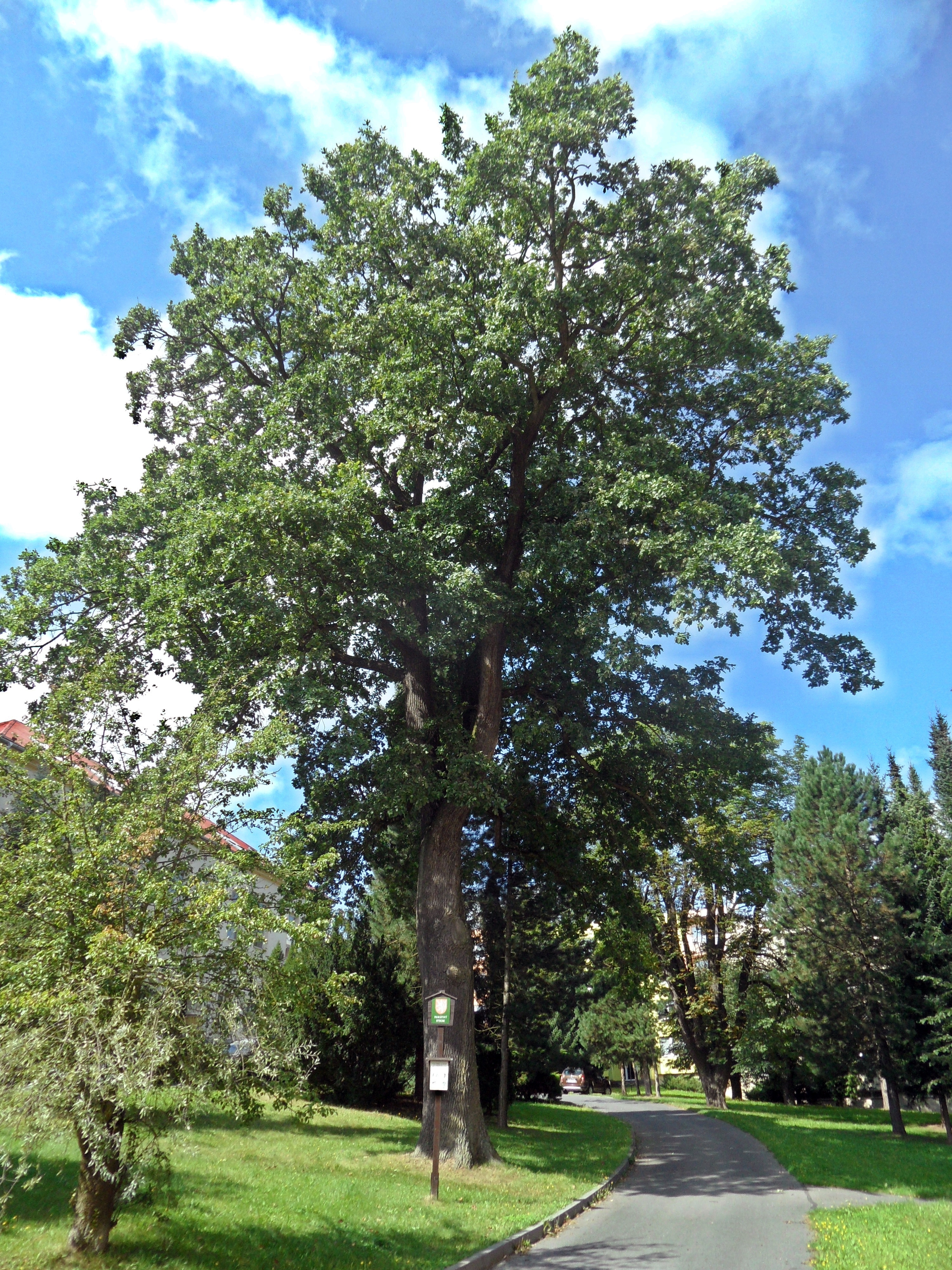
Dub na náměstí sv. Michala.
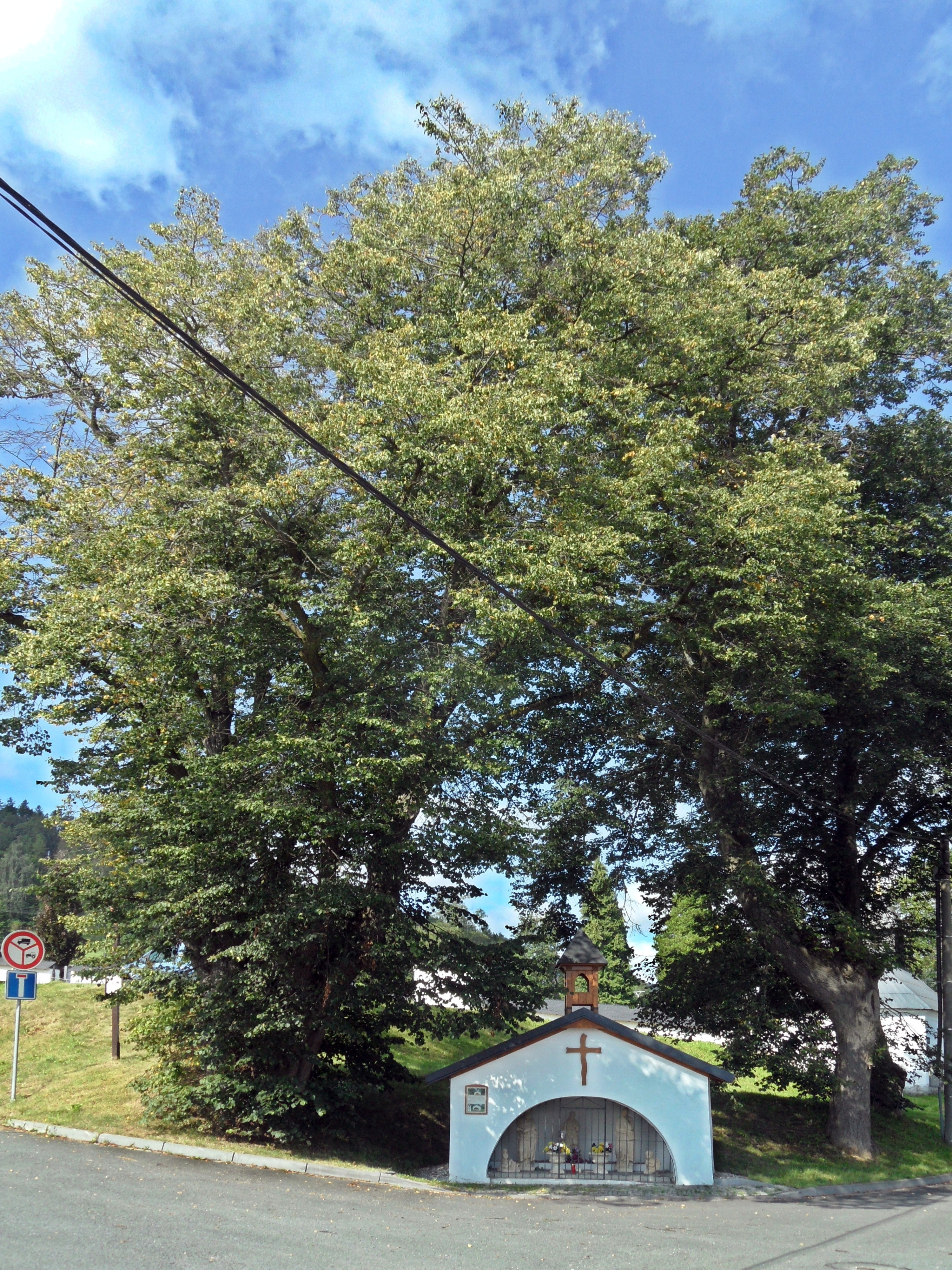
Lípa u kapličky pod hřbitovem.
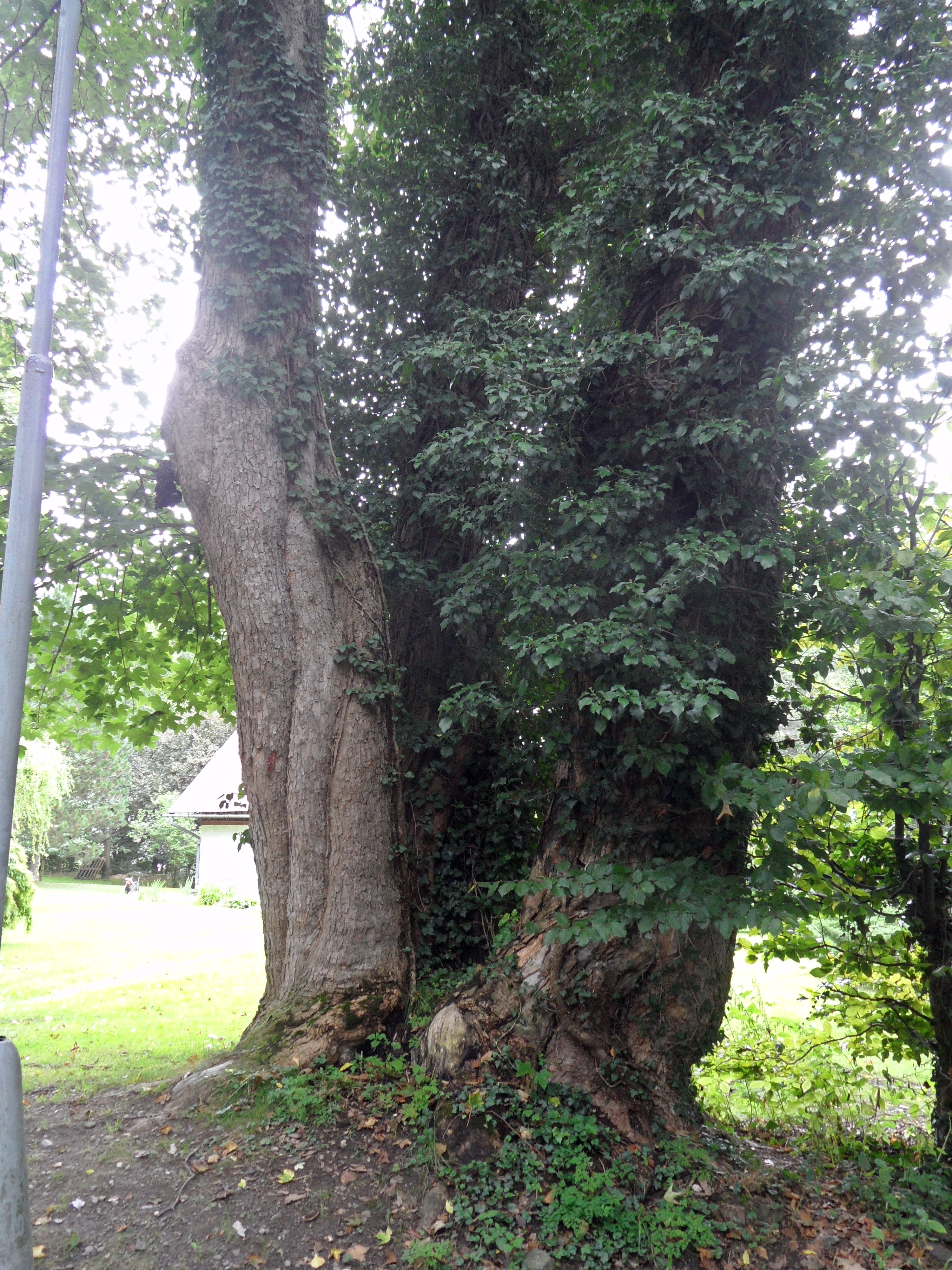
Mnichovský klen: detail všech tří kmenů.
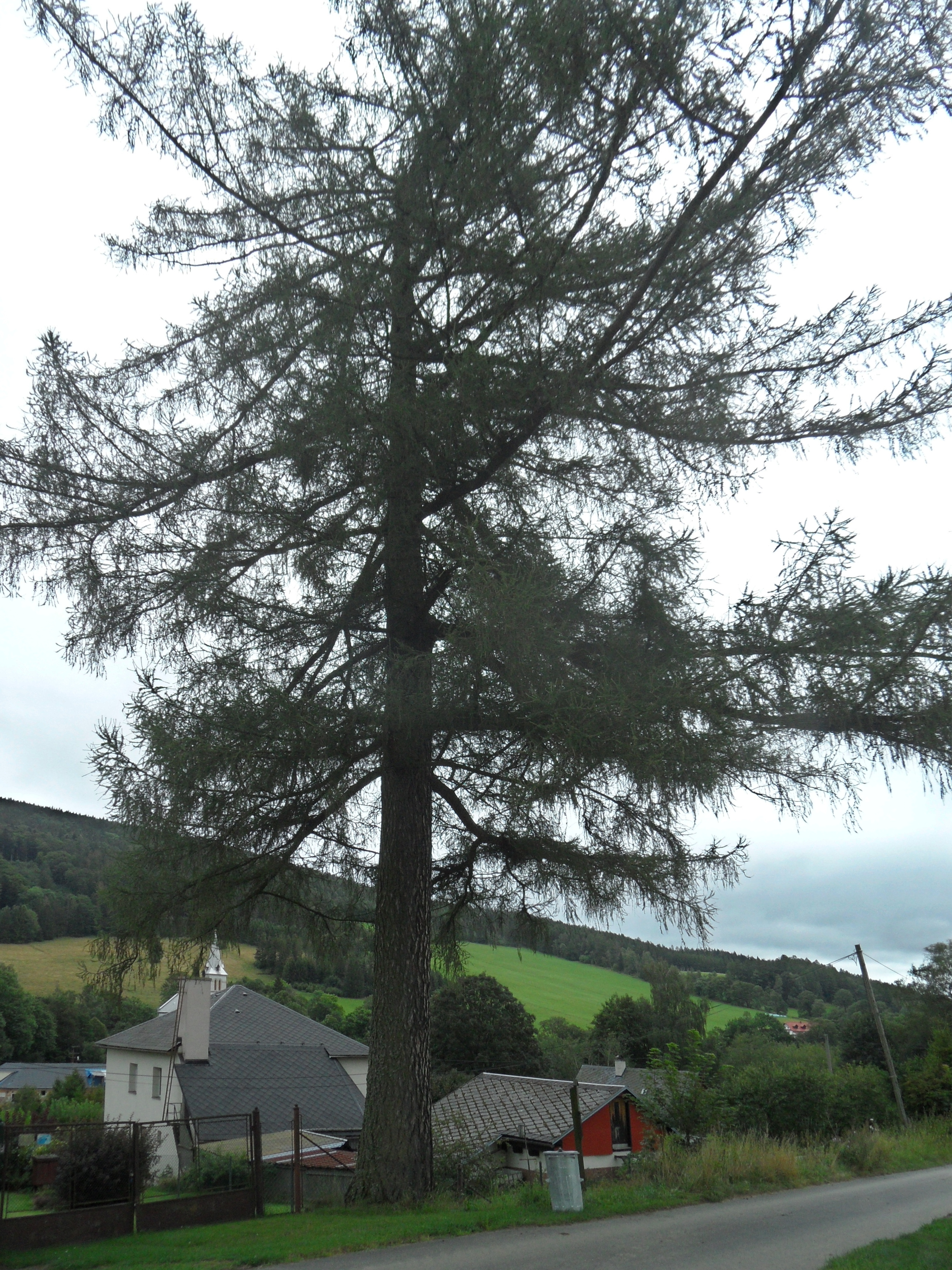
Mnichovský modřín: pohled od severozápadu.